# J. R. R. Tolkien
Vous lisez un « bon article » labellisé en 2011.
« Tolkien » redirige ici. Pour les autres significations, voir Tolkien (homonymie).
Œuvres principales
- Le Hobbit (1937)
- Du conte de fées (1947)
- Le Seigneur des anneaux (1954–1955)
- Le Silmarillion (1977, posthume)
- Les Enfants de Húrin (2007, posthume)

Compléments
- Membre des Inklings

John Ronald Reuel Tolkien, plus connu sous la forme J. R. R. Tolkien, est un écrivain, poète, philologue, essayiste et professeur d'université britannique né le 3 janvier 1892 à Bloemfontein (État libre d'Orange) et mort le 2 septembre 1973 à Bournemouth (Royaume-Uni).
Ses deux romans les plus connus, Le Hobbit et Le Seigneur des anneaux, prennent place dans l'univers de fiction de la Terre du Milieu dont il développe la géographie, les peuples, l'histoire et les langues durant la majeure partie de sa vie.
Après des études à Birmingham et à Oxford et l'expérience traumatisante de la Première Guerre mondiale, Tolkien devient professeur assistant (reader) de langue anglaise à l'université de Leeds en 1920, puis professeur de vieil anglais à l'université d'Oxford en 1925, et professeur de langue et de littérature anglaises en 1945, toujours à Oxford. Il prend sa retraite en 1959. Durant sa carrière universitaire, il défend l'apprentissage des langues, surtout germaniques, et bouleverse l'étude du poème anglo-saxon Beowulf avec sa conférence Beowulf : Les Monstres et les Critiques (1936). Son essai Du conte de fées (1939) est également considéré comme un texte crucial dans l’étude du conte merveilleux comme genre littéraire, et de la fantasy.
Tolkien commence à écrire pour son plaisir dans les années 1910, principalement des poèmes, et élabore une forme de « mythologie » autour d'une langue construite. L'univers ainsi créé, la Terre du Milieu, prend forme au fil des réécritures et compositions. Son ami C. S. Lewis l'encourage dans cette voie, de même que les autres membres de leur cercle littéraire informel, les Inklings. En 1937, la publication du Hobbit fait de Tolkien un auteur pour enfants estimé. Sa suite longtemps attendue, Le Seigneur des anneaux, est d'une tonalité plus sombre. Elle paraît en 1954-1955 et devient un véritable phénomène de société dans les années 1960, notamment sur les campus américains. Tolkien travaille sur sa « mythologie » jusqu'à sa mort, mais ne parvient pas à donner de forme achevée au Silmarillion. Ce recueil de légendes des premiers âges de la Terre du Milieu est finalement mis en forme et publié en 1977 par son fils et exécuteur littéraire Christopher Tolkien, assisté de Guy Gavriel Kay. Au cours des décennies qui suivent, celui-ci publie régulièrement des textes inédits de son père.
De nombreux auteurs ont écrit des romans de fantasy avant Tolkien, comme William Morris et George MacDonald au XIXe siècle, mais le succès majeur remporté par Le Seigneur des anneaux au moment de sa publication en poche aux États-Unis au milieu des années 1960 est, pour une large part, à l'origine d'une renaissance populaire du genre. Tolkien est ainsi souvent considéré comme l'un des « pères » de la fantasy moderne et il a eu une influence majeure sur les auteurs ultérieurs de ce genre, en particulier par la rigueur avec laquelle il a construit son monde secondaire.

## Biographie

### Origines familiales
La plupart des aïeux de J. R. R. Tolkien du côté de son père sont des artisans. La famille Tolkien, originaire de Saxe, est établie en Angleterre depuis le XVIIIe siècle, et les Tolkien y sont devenus « profondément anglais ». Leur patronyme est une forme anglicisée de « Tollkiehn », un nom dérivé de l'allemand « tollkühn » signifiant « téméraire ». Il se prononce /ˈtɒlkiːn/ en anglais britannique. Le Cambridge English Pronouncing Dictionary indique également deux prononciations américaines : /ˈtoʊlkin/ et /ˈtɑlkin/. Il est ainsi parfois orthographié à tort Tolkein » dans le monde anglophone. À l'inverse, on peut trouver la prononciation /tɔlkjɛn/ dans les médias francophones.
Les ancêtres maternels de Tolkien, les Suffield, sont une famille originaire d'Evesham, dans le Worcestershire. À la fin du XIXe siècle, ils vivent principalement à Birmingham, où les grands-parents maternels de Tolkien, John et Emily Jane Suffield, possèdent une mercerie dans un bâtiment appelé « Lamb House », située dans le centre-ville.

### Enfance

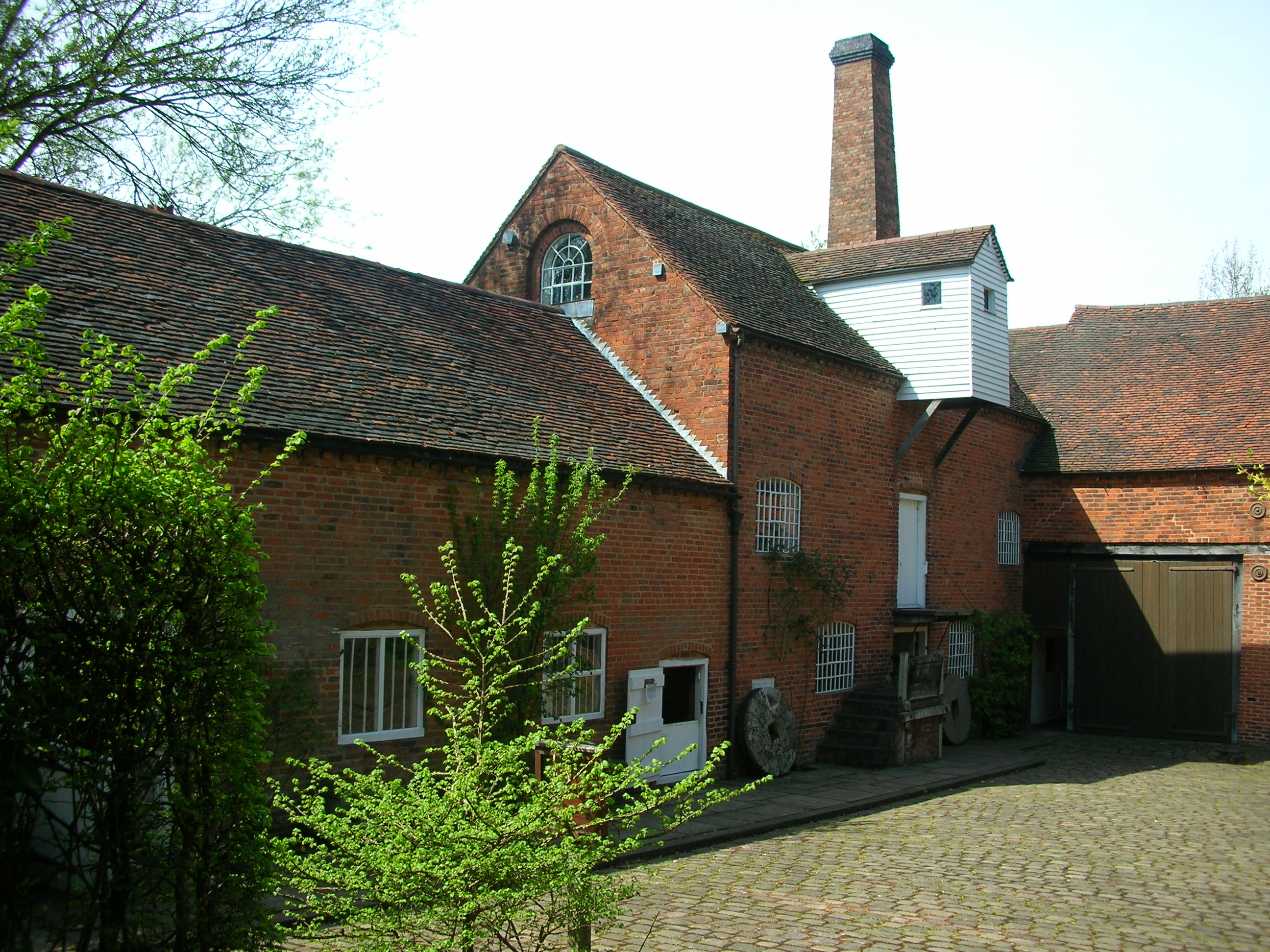
Le moulin de Sarehole. Une plaque bleue y a été dévoilée en août 2002.

John Ronald Reuel Tolkien naît le 3 janvier 1892 à Bloemfontein, dans l'État libre d'Orange, en Afrique du Sud. Il est le premier enfant d'Arthur Reuel Tolkien (1857-1896) et de sa femme Mabel, née Suffield (1870-1904). Tous deux ont quitté l'Angleterre quelques années plus tôt, au moment de la promotion d'Arthur à la tête de l'agence de la Banque d'Afrique à Bloemfontein.
L'enfant porte le prénom « John » par tradition familiale : chez les Tolkien, le fils aîné du fils aîné s'appelle toujours John. « Ronald » est le choix de Mabel, qui avait à l'origine choisi « Rosalind », s'attendant à avoir une fille. Quant à « Reuel » /ˈɹuːəl/, il s'agit, d'après les souvenirs de Tolkien, du « nom d'un ami de [sa] grand-mère », et que l'on croit « d'origine française » dans la famille, mais qui semble plutôt issu de la Bible (Reuel est un autre nom de Jéthro, le beau-père de Moïse). Tolkien donne à son tour ce prénom à ses quatre enfants, y compris à sa fille Priscilla.
Le climat de l'Afrique du Sud ne convient pas à Mabel, ni à son fils. En avril 1895, elle rentre en Angleterre avec ses enfants (un deuxième fils, Hilary Arthur Reuel, est né le 17 février 1894), mais son mari meurt d'un rhumatisme infectieux le 15 février 1896, avant d'avoir pu les rejoindre. Privée de revenus, Mabel s'installe chez ses parents à Birmingham (à Wake Green), puis à Sarehole, un hameau au sud de la ville. Le jeune Tolkien explore les alentours, notamment le moulin de Sarehole, ce qui lui inspire des scènes de ses futurs ouvrages et un amour profond pour la campagne anglaise du Warwickshire.
Mabel éduque elle-même ses deux fils. Elle enseigne à Ronald la botanique, des rudiments de latin, d'allemand et de français, une langue dont il n'apprécie guère les sonorités. Il lit également beaucoup : il n'aime pas L'Île au trésor de Robert Louis Stevenson ou Le Joueur de flûte de Hamelin de Robert Browning, mais se prend de passion pour les histoires de « Peaux-Rouges » et du roi Arthur, ainsi que pour les ouvrages de George MacDonald et les recueils de contes édités par Andrew Lang. Encore âgé de sept ans, Ronald écrit sa première histoire (qui concerne un dragon), dont il ne retient par la suite qu'un « fait philologique ».

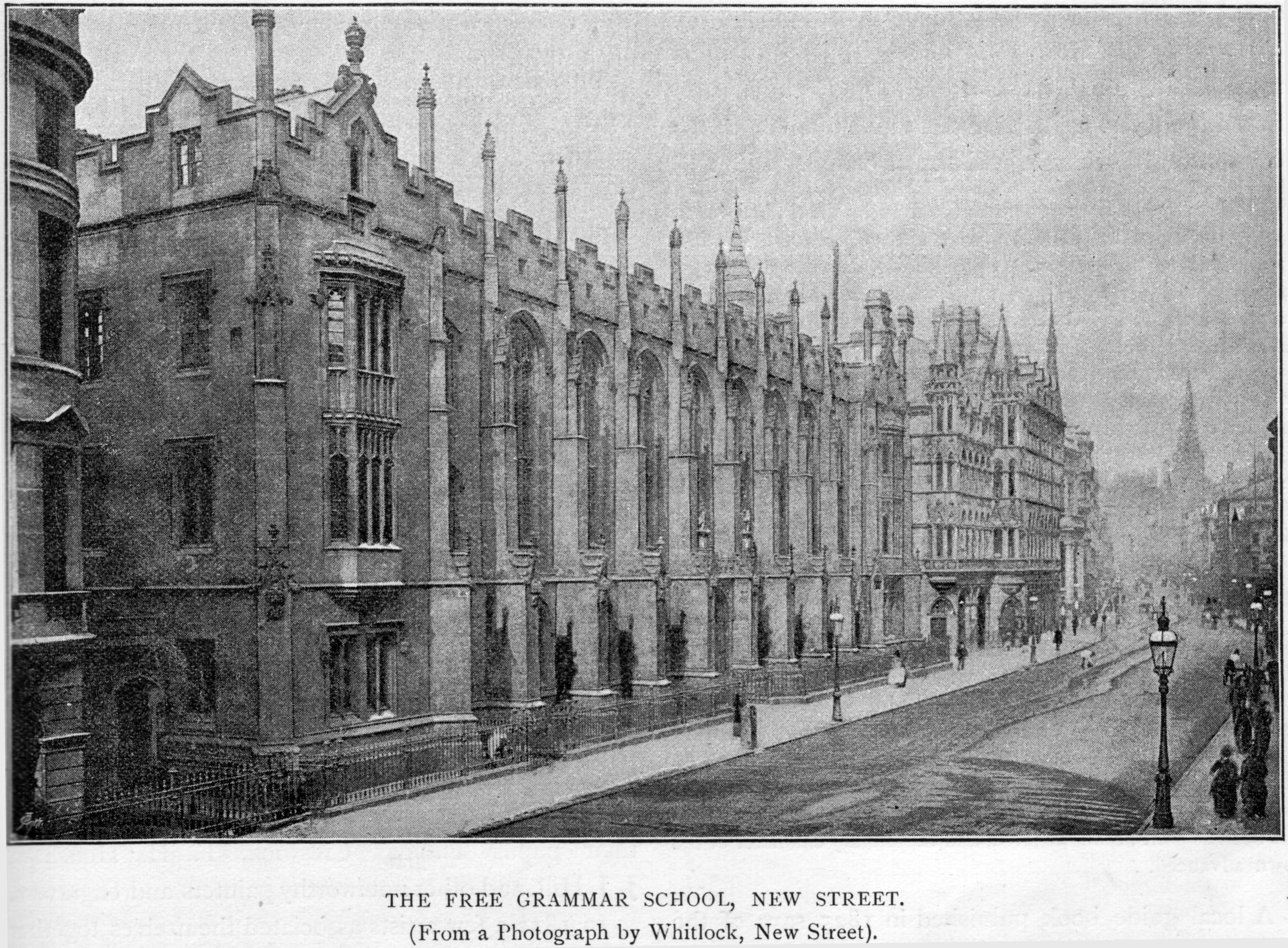
La King Edward's School de Birmingham, où Tolkien étudie de 1900 à 1911.

En 1900, Tolkien est scolarisé à la King Edward's School de Birmingham, la même école que son père. Sa mère se convertit au catholicisme la même année, malgré de vives protestations de sa famille anglicane, qui lui coupe les vivres. Elle déménage en 1902 pour s'installer à Edgbaston, non loin de l'oratoire de Birmingham, et envoie ses fils à la St. Philip's School, l'école rattachée à l'oratoire. Ils n'y restent que brièvement : Ronald obtient une bourse et peut retourner à la King Edward's School dès 1903. Il y apprend le grec ancien, étudie Shakespeare et Chaucer et s'initie en autodidacte au vieil anglais.
Mabel Tolkien meurt de complications dues au diabète le 14 novembre 1904 — le traitement à l'insuline n'existe pas encore. Durant le reste de sa vie, son fils aîné la considère comme une « martyre », sentiment qui influence profondément ses propres croyances. Avant sa mort, elle confie la garde de ses deux fils au père Francis Morgan de l'oratoire de Birmingham.

### Études et mariage
Comme le père Morgan ne peut les héberger, Ronald et Hilary s'installent au début de l'année 1905 chez une tante par alliance, Beatrice Suffield, qui habite non loin de l'oratoire. Tolkien poursuit ses études à la King Edward's School et se lie d'amitié avec d'autres élèves, notamment Christopher Wiseman (1893-1987) et Robert Gilson (1893-1916). Il s'intéresse de plus en plus à la philologie, apprend le vieux norrois pour pouvoir lire dans le texte l'histoire de Sigurd et découvre la langue gotique et le Kalevala. Il joue également au rugby à XV dans l'équipe de son école, avec une telle ardeur qu'il en devient le capitaine.
En 1908, Tolkien rencontre une jeune fille nommée Edith Bratt lorsqu'il s'installe avec son frère dans le même immeuble qu'elle. Ils ne tardent pas à tomber amoureux, d'autant plus vite que tous deux sont orphelins. Toutefois, le père Morgan s'oppose à cette relation et interdit à Tolkien de continuer à la voir : il craint que son pupille ne néglige ses études. Le protestantisme d'Edith constitue un obstacle supplémentaire. Le jeune garçon obéit à la lettre davantage qu'à l'esprit de cet ordre et lorsque le père Morgan est mis au courant des rencontres accidentelles entre les deux jeunes gens, il menace de mettre un terme aux études de Tolkien si elles ne cessent pas. Son pupille obtempère.
Après un échec fin 1909, Tolkien obtient en décembre 1910 une bourse pour entrer à l'université d'Oxford. Durant ses derniers mois à la King Edward's School, il fait partie des élèves qui « bordent l'itinéraire » durant la parade de couronnement du roi George V, aux portes du palais de Buckingham. De manière plus significative sur le plan personnel, il fonde, avec ses amis Rob Gilson et Christopher Wiseman, la Tea Club Barrovian Society ou TCBS, une société officieuse dont les membres, bientôt rejoints par Geoffrey Bache Smith (1894-1916) et quelques autres, partagent l'habitude de prendre le thé aux Barrow's Stores, non loin de l'école et dans la bibliothèque même de l'école, ce qui est normalement interdit par le règlement. Les quatre amis au cœur du TCBS restent en contact après leur départ de l'école.

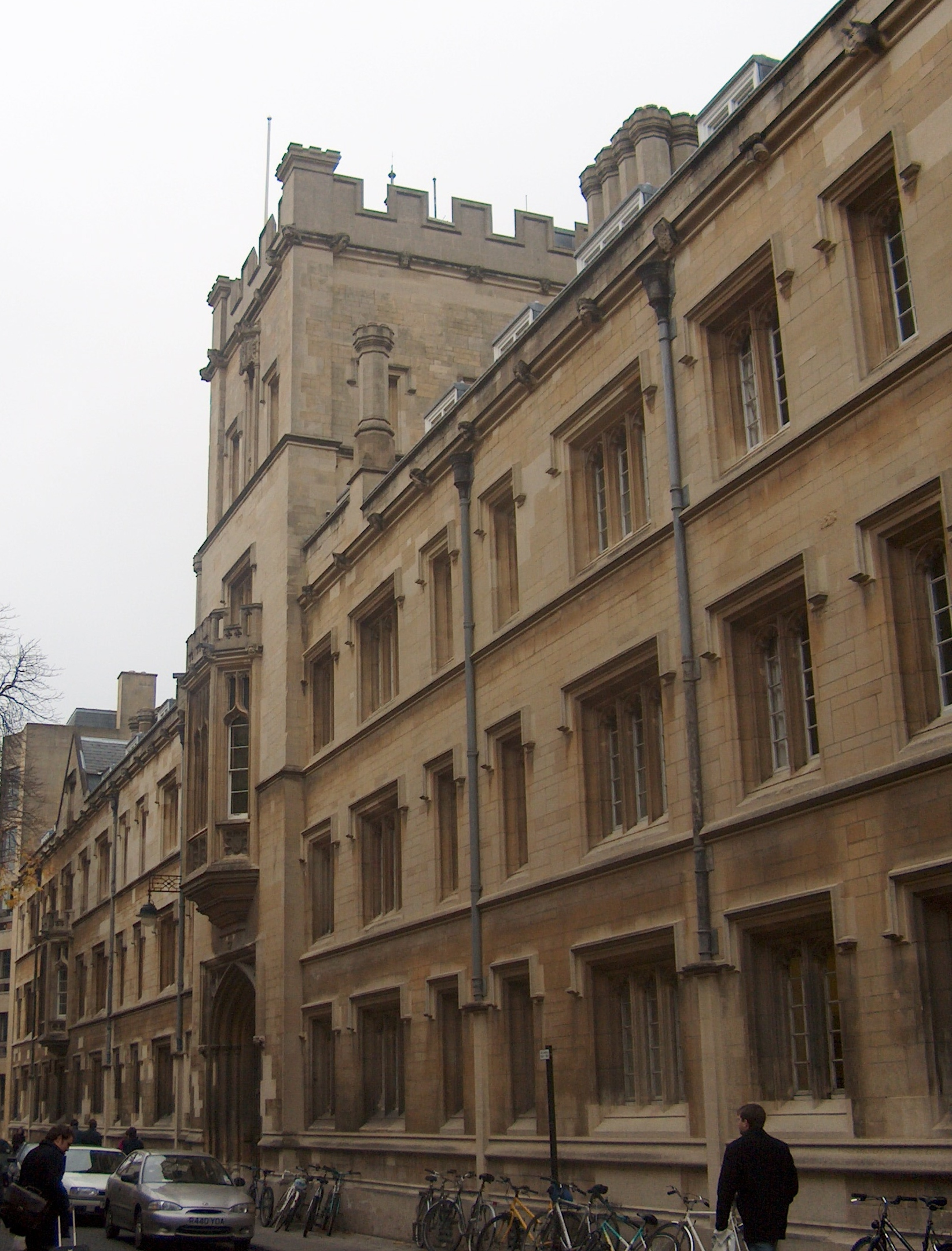
Exeter College, où Tolkien étudie de 1911 à 1915. Il en devient fellow honoraire en 1958.

Durant l'été 1911, Tolkien part en vacances en Suisse, un voyage qu'il se remémore de façon vivante dans une lettre de 1968 dans laquelle il revient sur la façon dont ce voyage a pu l'inspirer pour l'écriture du Hobbit (« la dégringolade le long des pierres glissantes jusque dans le bois de pins ») et du Seigneur des anneaux, appelant le Silberhorn « la « Corne d'Argent (Celebdil) » de mes rêves ». Ce voyage constituera le plus long voyage à l'étranger de sa vie. Le groupe qui participe à cette randonnée dans les Alpes est constitué de 12 personnes dont la moitié sont des femmes. C'est sa propre tante, Jean Neave (1872-1963), qui en sera la cheffe.
En octobre 1911, Tolkien entame ses études en lettres classiques à Oxford, à Exeter College ; l'un de ses principaux professeurs est le philologue Joseph Wright, qui a une grande influence sur lui. Il s'intéresse au finnois afin de lire le Kalevala dans le texte, approfondit sa connaissance du gallois et s'implique dans la vie sociale de son collège en continuant à jouer au rugby et en devenant membre de plusieurs clubs étudiants. Cependant, les auteurs grecs et latins l'ennuient, ce qui se ressent dans ses notes : la seule matière où il excelle est son sujet libre, la philologie comparée. En 1913, avec la bénédiction de son tutor, le vice-recteur Farnell, Tolkien change de cursus au profit de la littérature anglaise, et choisit comme spécialité la philologie scandinave. Dès lors, Kenneth Sisam devient son nouveau tutor.
Le jour de sa majorité, en 1913, Tolkien écrit à Edith pour la demander en mariage. La jeune femme s'est entre-temps fiancée avec un autre jeune homme, mais elle rompt ses fiançailles et se convertit au catholicisme sur l'insistance de Tolkien. Ils célèbrent leurs fiançailles à Warwick en janvier 1914.

### Première Guerre mondiale
Lorsque la Première Guerre mondiale éclate, en août 1914, Tolkien est en vacances en Cornouailles ; il rédige peu après le poème Le Voyage d'Éarendel, première graine de la future mythologie du Silmarillion. En rentrant à Oxford, il s'arrange pour s'entraîner dans les Officers' Training Corps, ce qui lui permet de poursuivre en parallèle ses études afin d'obtenir son diplôme avant de devoir partir au front.
En décembre, Tolkien, Gilson, Smith et Wiseman se réunissent à Londres. Malgré l'ombre que la guerre fait peser sur le pays, ils ont foi dans leur potentiel : tous ont des ambitions artistiques et sont persuadés que le TCBS peut et va changer le monde. De cette rencontre, de ce « concile de Londres », découle la vocation poétique de Tolkien. Il rédige de nombreux poèmes en 1915 et réussit brillamment ses examens finaux à Oxford en obtenant les first-class honours.
Tolkien devient sous-lieutenant dans le régiment des fusiliers du Lancashire et s'entraîne avec le 13e bataillon de réserve pendant onze mois à Cannock Chase, dans le Staffordshire. Durant cette période, il écrit à Edith : « Les gentlemen sont rares parmi les officiers, et les êtres humains eux-mêmes y sont vraiment rares ». Sachant son départ pour le front proche, il épouse Edith le 22 mars 1916 à Warwick. Transféré dans le 11e bataillon de services avec le corps expéditionnaire britannique, il arrive en France le 4 juin 1916. Par la suite, il écrit : « les officiers subalternes étaient abattus par douzaines. Se séparer de ma femme à ce moment-là […] c'était comme mourir ».
Tolkien sert comme officier de transmissions pendant la bataille de la Somme, participe à la bataille de la crête de Thiepval et aux attaques subséquentes sur la redoute de Schwaben (en). Victime de la fièvre des tranchées, une maladie transmise par les poux qui y pullulent, il est renvoyé en Angleterre le 8 novembre 1916. Ses amis Rob Gilson et G. B. Smith n'ont pas autant de chance : le premier est tué au combat le 1er juillet, et le second, grièvement blessé par un obus, meurt le 3 décembre.
Affaibli, Tolkien passe le reste de la guerre entre des hôpitaux et des postes à l'arrière, étant jugé médicalement inapte au service général. Son premier fils, John Francis Reuel, naît en 1917 à Cheltenham. Durant sa convalescence à Great Haywood, dans le Staffordshire, Tolkien entame la rédaction de La Chute de Gondolin, premier des Contes perdus.

### Leeds
Lorsque la guerre s'achève, la famille Tolkien s'installe à Oxford. Le premier emploi civil de Tolkien après l'armistice est pour l'Oxford English Dictionary, de janvier 1919 à mai 1920. Il travaille sur l'histoire et l'étymologie des termes d'origine germanique commençant par la lettre « W », sous la direction de Henry Bradley, qui loue à plusieurs reprises son travail par la suite,. Durant cette période, Tolkien arrondit ses fins de mois en servant de tutor à plusieurs élèves de l'université, principalement des jeunes filles de Lady Margaret Hall, de St Hilda's, de St Hugh's et de Somerville.
En 1920, année de la naissance de son deuxième fils, Michael, Tolkien quitte Oxford pour le Nord de l'Angleterre où il devient professeur assistant (reader) de littérature anglaise à l'université de Leeds, puis professeur en 1924. Durant son séjour à Leeds, il produit un glossaire de moyen anglais, A Middle English Vocabulary, ainsi qu'une édition définitive du poème Sire Gauvain et le Chevalier vert avec E. V. Gordon. Ces deux livres restent considérés comme des références académiques pendant plusieurs décennies. Tolkien continue également à développer son univers de fiction : si les Contes perdus restent inachevés, il entreprend la rédaction d'une version en vers allitératifs de l'histoire des Enfants de Húrin. C'est également à Leeds que naît son troisième fils, Christopher, en 1924.

### Oxford
« Après cela, pourriez-vous dire, il ne se passa vraiment plus rien. Tolkien rentra à Oxford, fut professeur d'anglo-saxon aux collèges de Rawlinson et de Bosworth [sic] pendant vingt ans ; fut ensuite élu professeur de langue et de littérature anglaise à Merton ; s'installa dans une banlieue d'Oxford très conventionnelle où il passa le début de sa retraite : déménagea dans une ville quelconque du bord de mer ; retourna à Oxford après la mort de sa femme ; et mourut paisiblement à l'âge de quatre-vingt-un ans. »

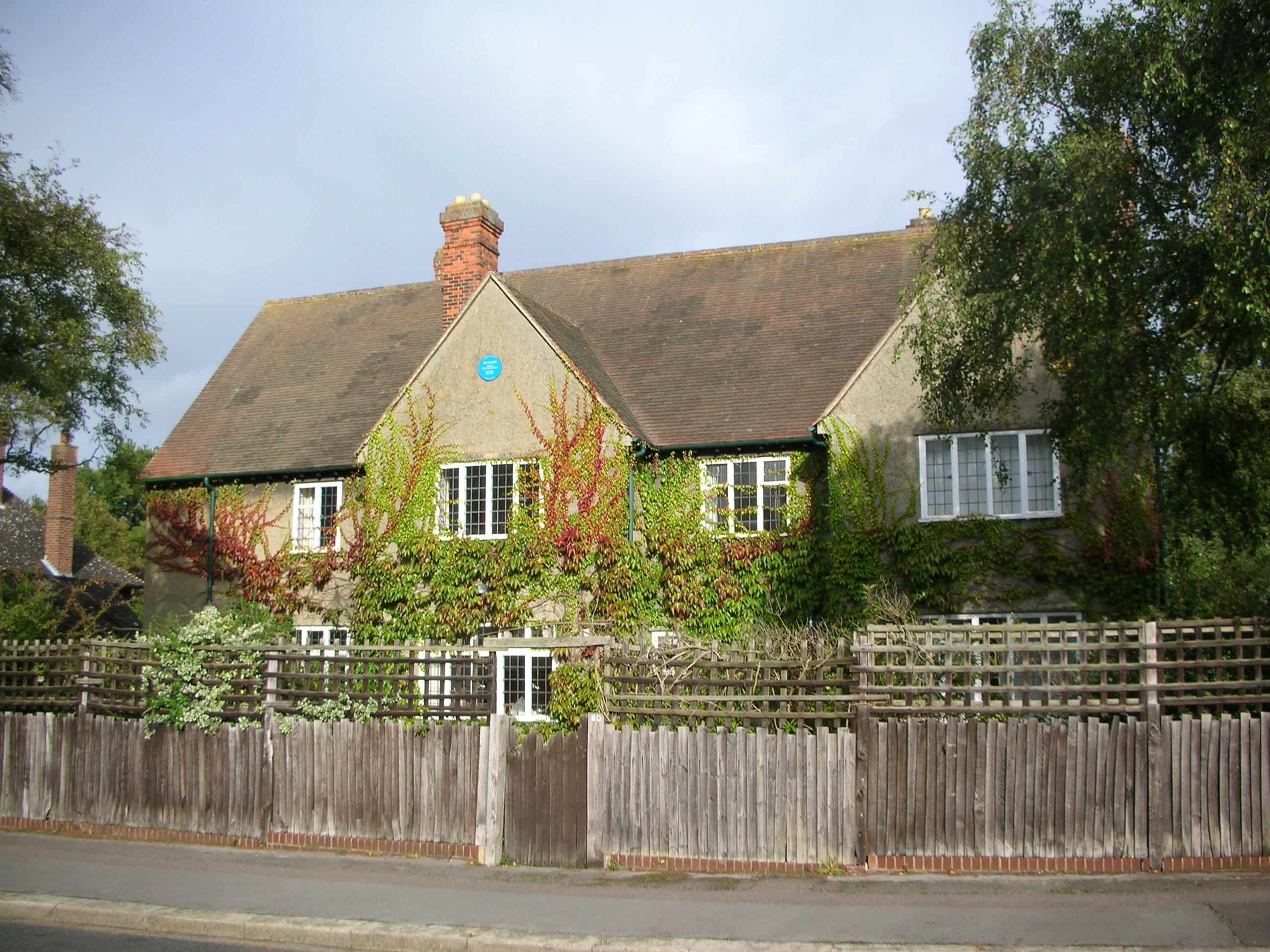
Le 20 Northmoor Road à Oxford, résidence de Tolkien de 1930 à 1947. Une plaque bleue y a été dévoilée en décembre 2002.

En 1925, Tolkien retourne à Oxford en tant que professeur de vieil anglais et fellow de Pembroke College, poste qu'il occupe jusqu'en 1945. Tolkien enseigne également le moyen anglais, qui constitue avec le vieil anglais les deux formes de la langue anglaise médiévale.
Tolkien se rend célèbre à Oxford en déclamant d’une voix de stentor les premiers vers de Beowulf, poème épique majeur de la littérature anglo-saxonne composé entre la première moitié du VIIe siècle et la fin du premier millénaire. Ce poème, inspiré de la tradition orale anglo-saxonne, retranscrit une épopée germanique en vers. Il retrace les hauts faits de Beowulf, un puissant guerrier goth.
Durant son passage à Pembroke, il écrit Le Hobbit et les deux premiers volumes du Seigneur des anneaux, principalement au numéro 20 de Northmoor Road, dans le nord d'Oxford. C'est là que naît le quatrième et dernier enfant des Tolkien, leur seule fille, Priscilla, en 1929. Très attaché à ses enfants, Tolkien invente pour eux de nombreux contes, parmi lesquels Roverandom et Le Hobbit. Il leur écrit également chaque année des lettres censées provenir du père Noël.

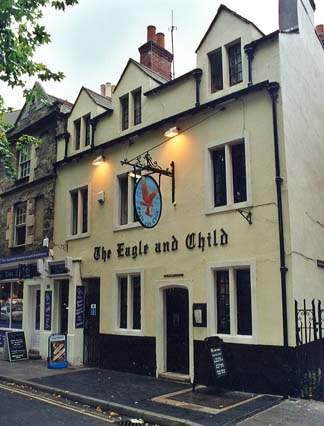
Le pub The Eagle and Child, où se réunissent les Inklings.

Tolkien, « Tollers » pour ses amis, rencontre pour la première fois C. S. Lewis en 1926, à Oxford. Entre eux ne tarde pas à naître une amitié profonde et durable. Ils partagent un goût pour le dialogue et la bière, et Tolkien invite bientôt Lewis aux réunions des Coalbiters, un club voué à la lecture de sagas islandaises en vieux norrois. Le retour au christianisme de Lewis est en partie le fait de Tolkien, même si ce dernier regrette que son ami ait choisi de revenir à l'anglicanisme, et non de le rejoindre au sein de la confession catholique. Lewis ne cesse d'encourager Tolkien lorsque celui-ci lit des passages de ses livres aux réunions des Inklings, club littéraire informel qui s'assemble dans les années 1930 autour de Tolkien, Lewis, Owen Barfield, Hugo Dyson et d'autres enseignants d'Oxford.
Le Hobbit est publié en septembre 1937, presque par hasard : c'est une ancienne étudiante de Tolkien, Susan Dagnall, enthousiasmée par le manuscrit, qui le met en contact avec la maison d'édition londonienne George Allen & Unwin et le convainc de le faire publier. Le livre rencontre un franc succès, tant critique que commercial, des deux côtés de l'Atlantique, et l'éditeur Stanley Unwin presse Tolkien d'écrire une suite. Ce dernier entreprend alors la rédaction du Seigneur des anneaux, sans se douter qu'il lui faudra plus de dix ans pour l'achever.
En mars 1939, le gouvernement britannique contacte Tolkien et lui propose de rejoindre une équipe de spécialistes consacrée au déchiffrement des codes nazis, située à Bletchley Park. Il refuse l'offre d'un emploi à plein temps, mais d'après un historien des services secrets britanniques, des documents non encore publiés attesteraient d'une participation suivie et importante de sa part à l'effort de décodage.
Outre une charge de travail supplémentaire qui empêche Tolkien d'avancer aussi vite qu'il l'aimerait dans la rédaction du Seigneur des anneaux, le déclenchement de la Seconde Guerre mondiale a une conséquence inattendue : l'arrivée de l'écrivain londonien Charles Williams, très admiré par Lewis, à Oxford. Williams ne tarde pas à se faire une place parmi les Inklings. S'il entretient des relations tout à fait cordiales avec l'homme, Tolkien n'apprécie guère l'écrivain, dont les romans sont pétris de mysticisme et frôlent parfois la magie noire, ce qui ne peut que faire horreur à un catholique aussi persuadé de l'importance du mal que Tolkien. Celui-ci juge défavorablement l'influence de Williams sur l'œuvre de Lewis. L'amitié de Tolkien et Lewis est également refroidie par le succès grandissant rencontré par Lewis en sa qualité d'apologiste chrétien, notamment grâce à ses émissions pour la BBC, qui font dire à Tolkien vers le milieu des années 1940 que Lewis est devenu « trop célèbre pour son goût ou les nôtres ».

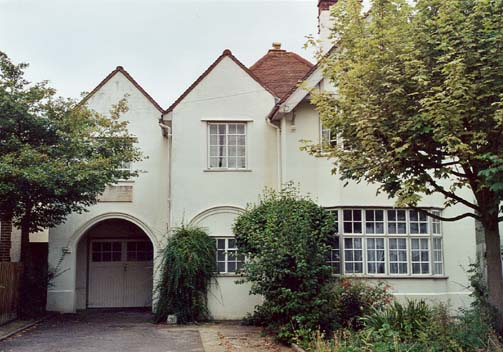
Le 76 Sandfield Road à Headington, résidence de Tolkien de 1953 à 1968.

En 1945, Tolkien devient professeur de langue et de littérature anglaises à Merton College, poste qu'il occupe jusqu'à sa retraite. À Pembroke, c'est un autre Inkling qui lui succède comme professeur de vieil anglais : Charles Wrenn. Les réunions du jeudi des Inklings se font de plus en plus rares après la mort de Williams et la fin de la Seconde Guerre mondiale, pour cesser définitivement en 1949. Les relations entre Tolkien et Lewis sont de plus en plus distantes, d'autant que le second quitte Oxford pour Cambridge en 1954. Son mariage avec Joy Davidman, une Américaine divorcée, en 1957, n'a rien pour plaire à Tolkien. Ce dernier est toutefois très choqué par la mort de Lewis en 1963, qu'il compare à « un coup de hache porté [à ses] racines ».
Tolkien achève Le Seigneur des anneaux en 1948, après une décennie de travail. Ce roman de plus de mille pages est publié en trois volumes en 1954-1955 et rencontre un grand succès dès sa publication, faisant l'objet d'une adaptation radiophonique dès 1955. Si le succès de son œuvre le met définitivement à l'abri du besoin, Tolkien reste un homme économe et généreux qui ne s'autorise guère d'excentricités.

### Retraite et mort

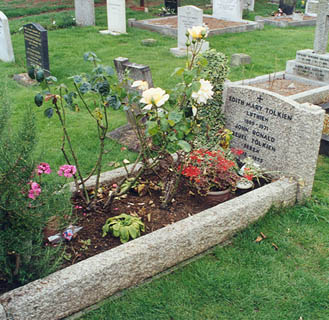
La tombe des Tolkien au cimetière de Wolvercote.

Tolkien prend sa retraite universitaire en 1959. Dans les années qui suivent, il acquiert une célébrité croissante en tant qu'écrivain. Il écrit tout d'abord des réponses enthousiastes à ses lecteurs, mais devient de plus en plus méfiant devant l'émergence de communautés de fans, notamment au sein du mouvement hippie. Aux États-Unis, son roman devient un best-seller lorsque l'éditeur Ace Books le publie au format poche sans autorisation ; la querelle judiciaire qui s'ensuit offre encore une publicité supplémentaire au nom de Tolkien. Dans une lettre de 1972, il déplore être devenu un objet de culte, mais admet que « même le nez d'une idole très modeste […] ne peut demeurer totalement insensible aux chatouillements de la douce odeur de l'encens ! ». Toutefois, les lecteurs enthousiastes se font de plus en plus pressants, et en 1968, lui et sa femme déménagent pour plus de tranquillité à Bournemouth, une ville balnéaire de la côte sud de l'Angleterre.
Le travail sur Le Silmarillion occupe en pointillés les deux dernières décennies de la vie de Tolkien, sans qu'il parvienne à l'achever. Les lecteurs du Seigneur des anneaux attendent avec impatience cette suite promise, mais ils doivent se contenter du recueil de poèmes Les Aventures de Tom Bombadil (1962) et du conte Smith de Grand Wootton (1967). Durant la même période, Tolkien participe également à la traduction de la Bible de Jérusalem, publiée en 1966 : outre un travail de relecture, il en traduit le Livre de Jonas.
Edith Tolkien meurt le 29 novembre 1971 à l'âge de 82 ans et est enterrée au cimetière de Wolvercote, dans la banlieue nord d'Oxford. Son mari fait graver sur sa tombe le nom « Lúthien », en référence à l'histoire de Beren et Lúthien, un récit de son légendaire en partie inspirée par une vision d'Edith dansant dans les bois en 1917.
Après le décès de sa femme, Tolkien revient passer les dernières années de sa vie à Oxford : il est logé gracieusement par son ancien college de Merton dans un appartement sur Merton Street. Le 28 mars 1972, il est fait commandeur de l'ordre de l'Empire britannique par la reine Élisabeth II. Lors d'une visite chez des amis à Bournemouth, fin août 1973, il se sent mal : il meurt à l'hôpital le 2 septembre 1973, à l'âge de 81 ans. « Beren » est inscrit sous son nom sur la tombe qu'il partage avec Edith.

## Opinions

### Religion

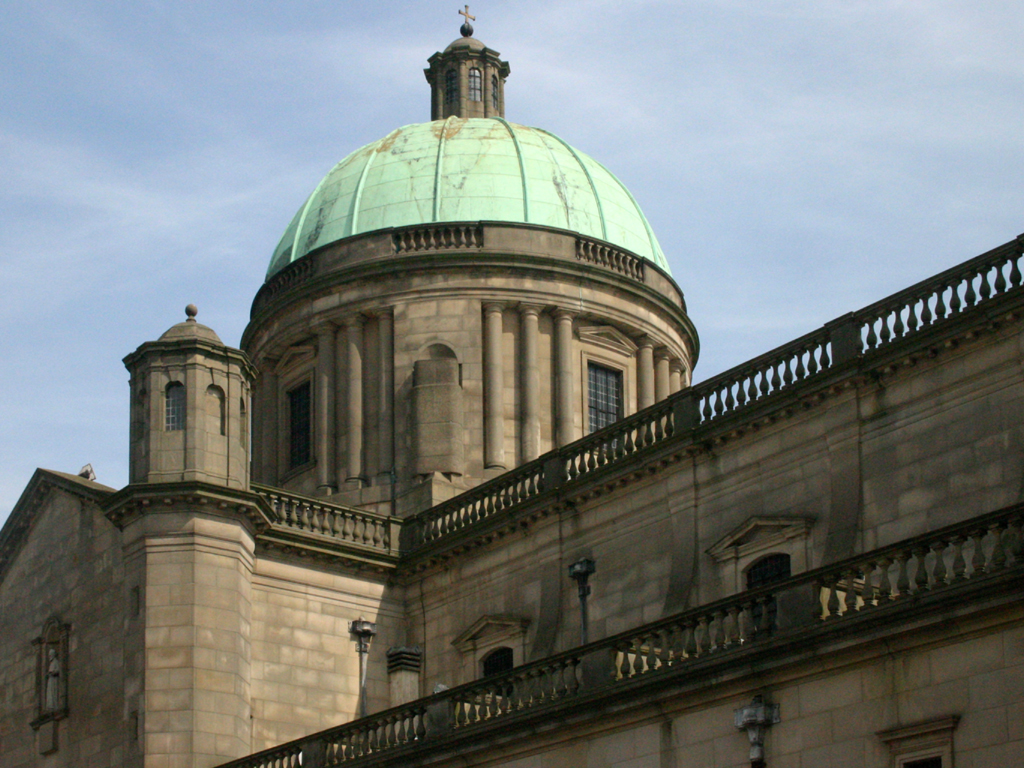
L'oratoire de Birmingham, où Tolkien a été enfant de chœur dans les années 1900.

Après avoir été baptisé au sein de l'Église d'Angleterre, Tolkien est éduqué dans la foi catholique par sa mère après sa conversion en 1900. Sa mort prématurée a une profonde influence sur son fils. Humphrey Carpenter suggère ainsi qu'il a pu trouver dans la religion une sorte de réconfort moral et spirituel. Il reste fidèle à sa foi sa vie durant, et celle-ci joue un rôle important dans la conversion de son ami C. S. Lewis, alors athée, au christianisme, bien qu'il choisisse l'anglicanisme, au grand désarroi de Tolkien.
Les réformes du concile Vatican II suscitent en lui des avis partagés. S'il approuve en théorie les évolutions œcuméniques apportées par ces réformes, il regrette amèrement l'abandon du latin dans la messe. Une anecdote rapportée par son petit-fils Simon le montre mettant un point d'honneur à faire ses réponses en latin, et très bruyamment, au milieu des fidèles qui répondent en anglais. Clyde Kilby rappelle quant à lui le désarroi de Tolkien constatant, pendant la célébration d'une messe dans le nouveau rite, la diminution drastique du nombre de génuflexions, et son départ dépité de l'église.

### Politique

#### Pensée politique
Tolkien est essentiellement conservateur dans ses opinions politiques, au sens où il favorise les conventions établies et l'orthodoxie plutôt que l'innovation et la modernisation. En 1943, il écrit à son fils Christopher : « Mes opinions politiques penchent de plus en plus vers l'Anarchie (au sens philosophique, désignant l'abolition du contrôle, non pas des hommes moustachus avec des bombes) — ou vers la Monarchie « non constitutionnelle » ». En 1956, il explique ne pas être démocrate « uniquement parce que « l'humilité » et l'égalité sont des principes spirituels corrompus par la tentative de les mécaniser et de les formaliser, ce qui a pour conséquence de nous donner, non modestie et humilité universelles, mais grandeur et orgueil universels ».
S'il aime l'Angleterre — « non la Grande-Bretagne et certainement pas le Commonwealth (grr !) » —, Tolkien n'est pas un patriote aveugle. Durant la Seconde Guerre mondiale, il fustige la propagande britannique relayée par les journaux, notamment un article « appelant solennellement à l'extermination systématique du peuple allemand tout entier comme la seule mesure adéquate après la victoire militaire ». Après la fin de la guerre en Europe, il s'inquiète de « l'impérialisme britannique ou américain en Extrême-Orient », affirmant : « j'ai peur de ne pas être animé par la moindre étincelle de patriotisme dans cette guerre qui se poursuit. Pour elle je ne donnerais pas un penny, encore moins un fils, si j'étais un homme libre ».
Durant la guerre d'Espagne, Tolkien exprime en privé son soutien au camp nationaliste en apprenant de Roy Campbell que les escadrons de la mort soviétiques se livrent à des destructions d'églises et au massacre de prêtres et de religieuses. À une époque où de nombreux intellectuels occidentaux admirent Joseph Staline, Tolkien ne cache pas son mépris pour « ce vieux meurtrier sanguinaire », ainsi qu'il l'appelle dans une lettre à son fils Christopher en 1944. Il s'oppose néanmoins avec virulence à une interprétation du Seigneur des anneaux comme une parabole anticommuniste, et dans laquelle Sauron correspondrait à Staline : « une allégorie de ce genre est totalement étrangère à ma façon de penser », écrit-il.

#### Réaction face au nazisme
Avant la Seconde Guerre mondiale, Tolkien exprime son opposition à Adolf Hitler et au régime nazi. Dans son roman inachevé La Route perdue, écrit vers 1936-1937, la situation de l'île de Númenor sous le joug de Sauron peu avant sa submersion présente des points communs avec l'Allemagne de cette époque, comme le souligne Christopher Tolkien : « la disparition inexpliquée de gens impopulaires auprès du « gouvernement », les informateurs, les prisons, la torture, le secret, la crainte de la nuit ; la propagande sous forme de « révisionnisme historique », la prolifération des armes de guerre, à des fins indéterminées mais entrevues ».
En 1938, la maison d'édition Rütten & Loening, qui prépare une traduction du Hobbit en allemand, écrit à Tolkien pour lui demander s'il est d'origine aryenne. Outré, celui-ci écrit à son éditeur Stanley Unwin une lettre où il condamne les « lois démentes » du régime nazi et l'antisémitisme comme une chose « totalement pernicieuse et non scientifique » ; il se déclare par la suite disposé à « laisser en plan toute traduction allemande ». Tolkien envoie à Unwin deux réponses possibles à transmettre à Rütten & Loening. Dans celle qui n'a pas été envoyée, il pointe le mauvais usage fait par les nazis du terme « aryen » (linguistique à l'origine) et ajoute :

« Mais si je suis supposé comprendre que vous voulez savoir si je suis d'origine juive, je ne peux que répondre que je regrette de ne pouvoir apparemment compter parmi mes ancêtres personne de ce peuple si doué. Mon arrière-arrière-grand-père quitta l'Allemagne pour l'Angleterre au XVIIIe siècle : la majeure partie de mon ascendance est donc de souche anglaise, et je suis un sujet anglais — ce qui devrait vous suffire. J'ai été néanmoins habitué à regarder mon nom allemand avec fierté, même tout au long de la dernière et regrettable guerre, au cours de laquelle j'ai servi dans l'armée anglaise. Je ne peux cependant m'empêcher de faire remarquer que si des requêtes de cette sorte, impertinentes et déplacées, doivent devenir la règle en matière de littérature, alors il n'y a pas loin à ce qu'un nom allemand cesse d'être une source de fierté. »

En 1941, dans une lettre à son fils Michael, il exprime son ressentiment à l'égard d'Hitler, « ce petit ignorant rougeaud […] [r]uinant, pervertissant, détournant et rendant à jamais maudit ce noble esprit du Nord, contribution suprême à l'Europe, que j'ai toujours aimé et essayé de présenter sous son vrai jour ». Après la guerre, en 1968, il s'oppose à une description de la Terre du Milieu comme un monde « nordique », expliquant qu'il n'aime pas ce mot en raison de son association à des théories racistes.

### Accusations de racisme
La question du racisme ou du racialisme supposé de Tolkien lui-même ou de certains éléments de son œuvre a donné lieu à de fréquents débats dans les sphères publique et universitaire. Christine Chism distingue trois catégories d'accusations de racisme portées à l'encontre de Tolkien ou de son œuvre : un racisme conscient, une tendance eurocentrique inconsciente, et un racisme latent dans ses premiers écrits ayant évolué vers un rejet conscient de la chose dans ses œuvres ultérieures.
La plupart des accusations de racisme portent sur Le Seigneur des anneaux et peuvent se résumer par cette phrase de John Yatt : « Les hommes blancs sont bons, les hommes « noirs » sont mauvais, les orques sont pires que tout ». Chris Henning affirme même que « tout l'attrait du Seigneur des anneaux réside dans le fait que c'est un ouvrage fondamentalement raciste ». Cette idée a été reprise par des auteurs comme Isabelle Smadja dans Le Seigneur des anneaux ou la tentation du mal (2002), un ouvrage critiqué pour son manque de rigueur scientifique et pour n'avoir pas tenu compte du reste de l'œuvre de Tolkien. Plusieurs accusations de racisme à l'encontre du Seigneur des anneaux portent également sur les adaptations de Peter Jackson, où les Sudrons sont présentés coiffés de turbans et avec une apparence orientale, ce qui a parfois été considéré tendancieux dans le contexte des attentats du 11 septembre 2001.
En 1944, Tolkien écrit à son fils Christopher, alors stationné en Afrique du Sud avec la Royal Air Force : « Quant à ce que tu dis ou laisses entendre de la situation « locale », j'en avais entendu parler. Je ne pense pas qu'elle ait beaucoup changé (même en pire). J'en entendais régulièrement parler par ma mère, et ai pris depuis ce temps un intérêt particulier pour cette partie du monde. La façon dont sont traités les gens de couleur horrifie pratiquement toujours ceux qui quittent la Grande-Bretagne, et pas seulement en Afrique du Sud. Malheureusement, peu retiennent très longtemps ce sentiment généreux ». Il condamne publiquement la politique d'apartheid en Afrique du Sud dans son discours d'adieu à l'université d'Oxford, en 1959.

### Nature

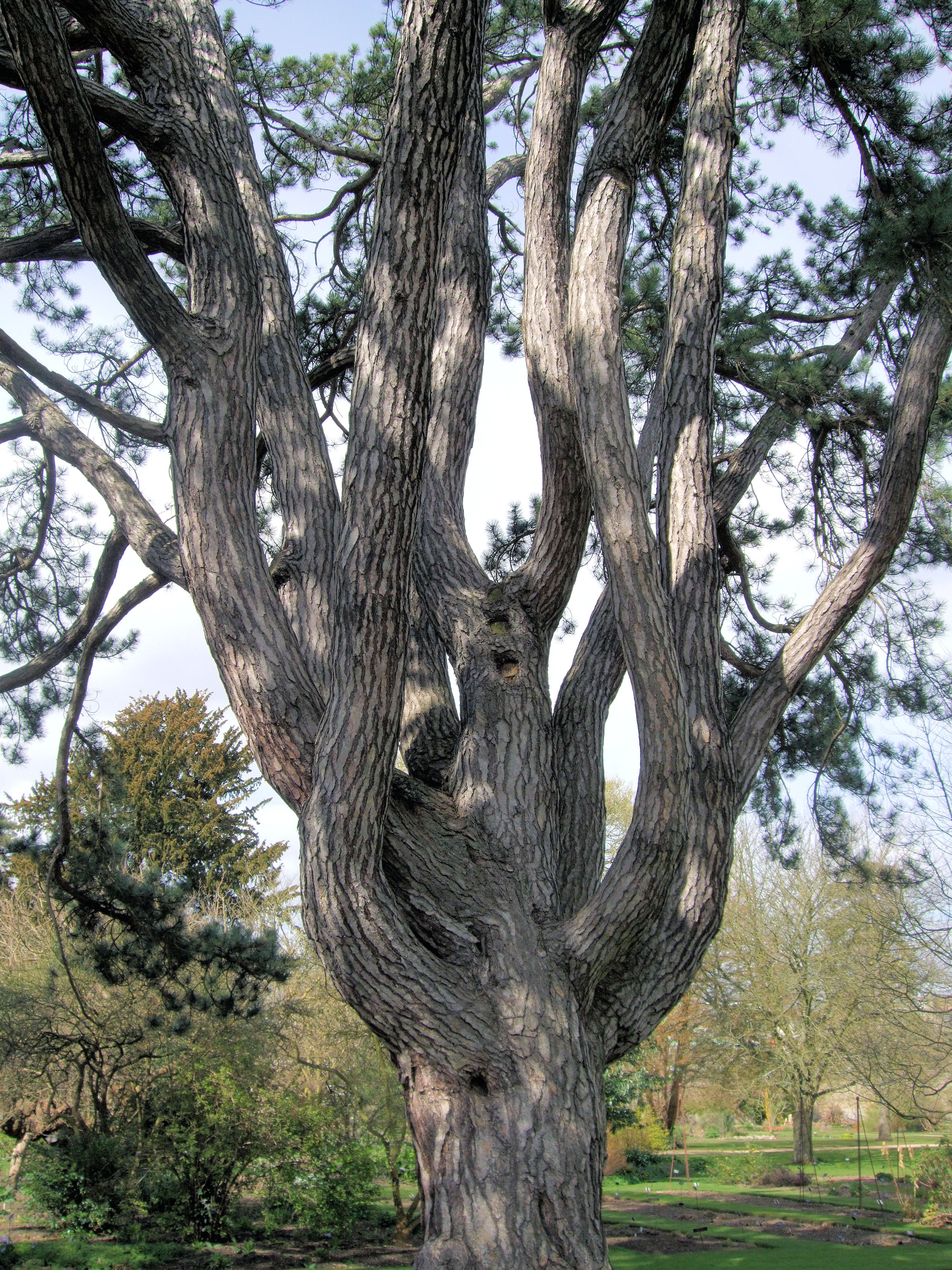
Le pin noir (Pinus nigra) du jardin botanique de l’université d’Oxford au pied duquel a été prise la dernière photographie de Tolkien.

Tolkien aime beaucoup la nature : sa correspondance et ses illustrations témoignent du plaisir qu'il tire à contempler les fleurs ou les oiseaux, et surtout les arbres. Sa dernière photographie, prise en août 1973 par son fils Michael, le montre appuyé au tronc d'un pin noir du jardin botanique de l'université d'Oxford qu'il aime particulièrement. Cet amour de la nature se reflète dans son œuvre, notamment avec les Ents du Seigneur des anneaux, ces « bergers des arbres » qui partent en guerre contre Saruman, « un ennemi aimant la machine », ou les Deux Arbres qui éclairent le Valinor dans Le Silmarillion. Le symbolisme de l'arbre est également au cœur de l'histoire courte Feuille, de Niggle, inspirée par les efforts véhéments (et couronnés de succès) d'une voisine de Tolkien pour que le vieux peuplier poussant devant chez elle soit abattu,.
Les effets de l'industrialisation déplaisent fortement à Tolkien, notamment dans leur invasion des paysages ruraux de l'Angleterre : en 1933, il est bouleversé de ne presque rien reconnaître des lieux de son enfance lorsqu'il passe par l'ancien hameau de Sarehole, rattrapé par la croissance de la zone urbaine de Birmingham. Les brouillons de son essai Du conte de fées contiennent plusieurs passages désapprobateurs à l'égard des aéroplanes et des automobiles. Il ne se coupe pas pour autant du monde moderne : il possède même une voiture dans les années 1930, et s'il finit par l'abandonner, ce n’est que lorsque la Seconde Guerre mondiale entraîne un rationnement de l’essence. Toutefois, dans les années 1950, il s'oppose violemment à un projet de contournement routier d'Oxford qui entraînerait la destruction de nombreux monuments de la ville.

## L'écrivain

### Influences

#### Modernes

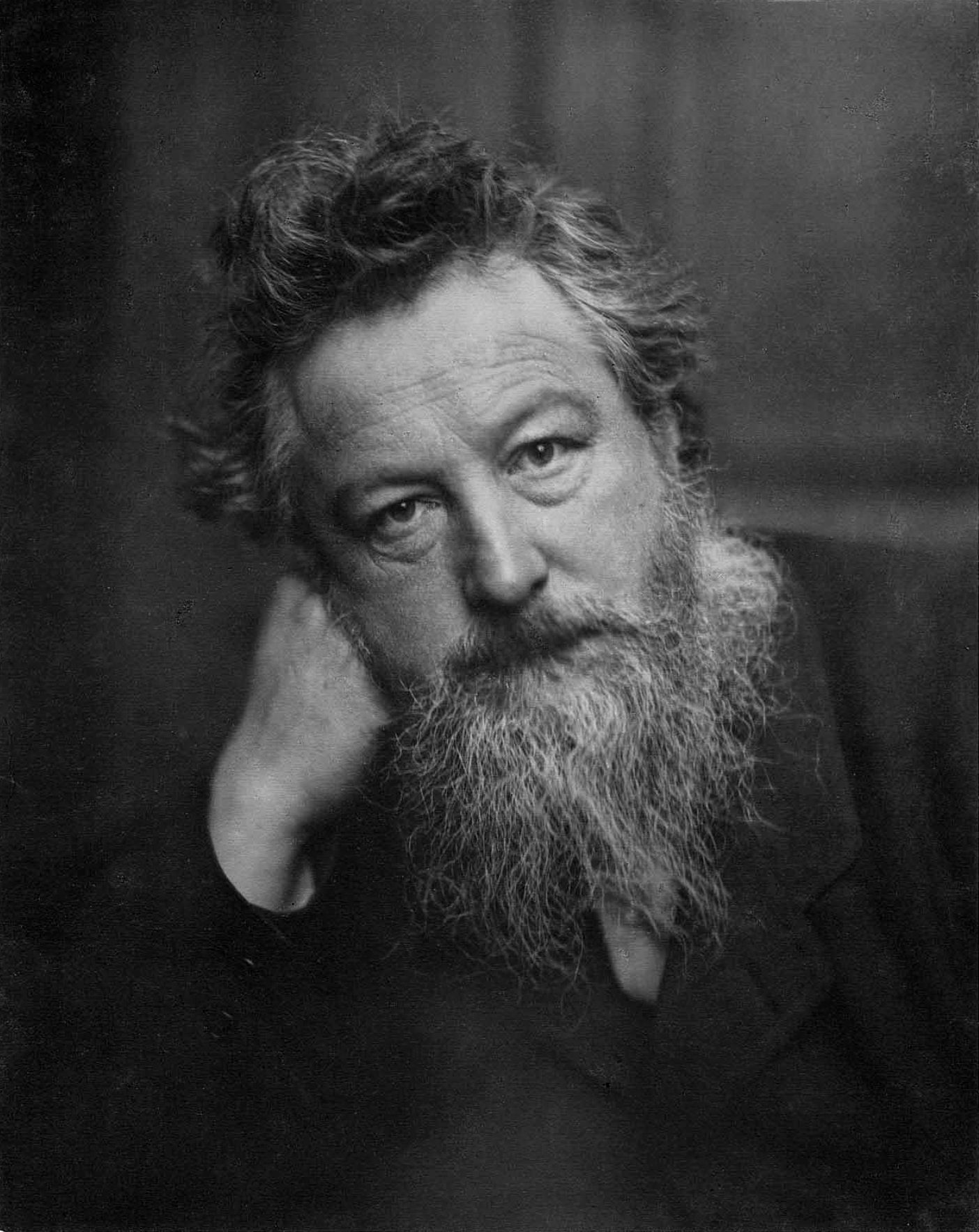
Les œuvres de William Morris ont profondément influencé Tolkien.

L'une des principales influences de Tolkien est l'auteur anglais William Morris (1834-1896), membre du mouvement Arts & Crafts. Dès 1914, Tolkien émet le désir d'imiter ses romances au style archaïsant, entrecoupées de poèmes, et entame la rédaction d'une version du mythe finnois de Kullervo que son biographe Humphrey Carpenter décrit comme « guère plus qu'un pastiche de Morris ». Le roman de Morris The House of the Wolfings (1888) prend place dans la forêt de Mirkwood, nom d'origine médiévale également repris dans Le Hobbit, et Tolkien avoue la « grande dette » qu'ont les paysages des Marais Morts dans Le Seigneur des anneaux envers The House of the Wolfings et The Roots of the Mountains (1889). Un autre roman de Morris, La Source au bout du monde (1896), présente un roi maléfique nommé Gandolf ainsi qu'un cheval blanc très rapide nommé Silverfax, qui ont pu influencer les noms du magicien Gandalf et du cheval Scadufax dans Le Seigneur des anneaux. Cependant, l'influence principale de Morris sur Tolkien est à rechercher dans un goût commun pour l'Europe du Nord médiévale, les archaïsmes de style, une conception proche du destin et de la quête menant le héros vers des univers enchantés. Anne Besson note que Tolkien ne pousse pas aussi loin que Morris le recours au vocabulaire archaïque, ce qui rend son style moins artificiel et plus accessible.
De nombreux critiques se sont penchés sur les ressemblances entre l'œuvre de Tolkien et les romans d'aventures de H. Rider Haggard (1856-1925), principalement Les Mines du roi Salomon (1885) et Elle (1887). Ce dernier présente une cité en ruine nommée Kôr, un nom repris tel quel par Tolkien dans les premières versions du Silmarillion, et la reine Ayesha, qui donne son titre au roman, évoque plusieurs aspects de Galadriel. Dans Les Mines du roi Salomon, la bataille finale et le personnage de Gagool rappellent la bataille des Cinq Armées et le personnage de Gollum dans Le Hobbit.
Les Hobbits, l’une des créations les plus fameuses de Tolkien, ont été en partie inspirés par les Snergs du roman d’Edward Wyke-Smith (1871-1935) The Marvellous Land of the Snergs, paru en 1924. Comme les Hobbits, les Snergs sont des humanoïdes de petite taille qui aiment la nourriture et les fêtes. Concernant le nom « hobbit », Tolkien suggère également une possible influence inconsciente de Babbitt, roman satirique de l'Américain Sinclair Lewis (1885-1951) paru en 1922, dont le héros éponyme possède « la même suffisance bourgeoise que les hobbits ».

#### Mythologiques
Une influence majeure de Tolkien est la littérature, la poésie et la mythologie germaniques, notamment anglo-saxonnes, son domaine d'expertise. Parmi ces sources d'inspiration, les principales sont le poème anglo-saxon Beowulf, les sagas norroises comme la Völsunga saga ou la Hervarar saga, l'Edda en prose et l'Edda poétique, le [[Chanson des Nibelungen|Nibelungenlied]].
Malgré les ressemblances de son œuvre avec la Völsunga saga et le Nibelungenlied, qui servirent de base à la tétralogie de Richard Wagner, Tolkien refuse toute comparaison directe avec le compositeur allemand, affirmant que « Ces deux anneaux (l'Anneau unique et l'Anneau du Nibelung) sont ronds, et c'est là leur seule ressemblance ». Toutefois, certains critiques estiment que Tolkien doit en fait à Wagner des éléments comme le mal inhérent à l'Anneau et son pouvoir corrupteur, deux éléments absents des légendes originales, mais centraux dans l'opéra de Wagner. D'autres vont plus loin et estiment que Le Seigneur des anneaux « se trouve dans l'ombre du plus monumental encore Anneau du Nibelung de Wagner ».
Tolkien est « formidablement attiré » par le recueil de mythes finlandais du Kalevala lorsqu'il le découvre, vers 1910. Quelques années plus tard, l'un de ses premiers écrits est une tentative de réécrire l'histoire de Kullervo, dont plusieurs caractéristiques se retrouvent par la suite dans le personnage de Túrin, héros malheureux des Enfants de Húrin. Plus généralement, le rôle important de la musique et ses liens avec la magie sont un élément du Kalevala également présent dans l'œuvre de Tolkien.
Tolkien connaît bien le mythe arthurien, notamment le poème moyen anglais du XIVe siècle Sire Gauvain et le Chevalier vert, qu'il a édité, traduit et commenté. Toutefois, il n'apprécie pas ce corps de légendes outre mesure : « trop extravagant, fantastique, incohérent, répétitif » à son goût pour pouvoir constituer une véritable « mythologie de l'Angleterre ». Cela n'empêche pas des motifs et échos arthuriens d'apparaître de manière diffuse dans Le Seigneur des anneaux, le plus évident étant la ressemblance entre les tandems Gandalf-Aragorn et Merlin-Arthur. Plus généralement, des parallèles apparaissent entre les mythes celtes et gallois et l'œuvre de Tolkien, par exemple entre l'histoire de Beren et Lúthien et Culhwch ac Olwen, un récit du Mabinogion gallois.

#### Catholiques
La théologie et l'imagerie catholiques ont participé à l'élaboration des mondes de Tolkien, comme il le reconnaît lui-même :

« Le Seigneur des anneaux est bien entendu une œuvre fondamentalement religieuse et catholique ; de manière inconsciente dans un premier temps, puis de manière consciente lorsque je l'ai retravaillée. C'est pour cette raison que je n'ai pratiquement pas ajouté, ou que j'ai supprimé les références à ce qui s'approcherait d'une « religion », à des cultes et à des coutumes, dans ce monde imaginaire. Car l'élément religieux est absorbé dans l'histoire et dans le symbolisme. »

En particulier, Paul H. Kocher affirme que Tolkien décrit le Mal de la façon orthodoxe pour un catholique : comme l'absence de Bien. Il cite de nombreux exemples dans Le Seigneur des anneaux, comme « l'œil sans paupière » de Sauron : « la fente noire de la pupille ouvrait sur un puits, fenêtre ne donnant sur rien ». Selon Kocher, la source de Tolkien est Thomas d'Aquin, « dont il est raisonnable de supposer que Tolkien, médiéviste et catholique, connaissait bien l'œuvre ». Tom Shippey défend la même idée, mais, plutôt que Thomas d'Aquin, il estime que Tolkien était familier avec la traduction de la Consolation de Philosophie de Boèce réalisée par Alfred le Grand, également appelée Mètres de Boèce. Shippey soutient que la formulation la plus claire du point de vue chrétien sur le mal est celle de Boèce : « le mal n'est rien ». Le corollaire selon lequel le mal ne peut créer est à la base de la remarque de Frodo : « l'Ombre qui les a produits peut seulement imiter, elle ne peut fabriquer : pas de choses vraiment nouvelles, qui lui soient propres » ; Shippey pointe des remarques similaires faites par Barbebois et Elrond et poursuit en affirmant que dans Le Seigneur des anneaux, le mal apparaît parfois comme une force indépendante, non comme la simple absence de bien, et suggère que les ajouts d'Alfred à sa traduction de Boèce sont peut-être à l'origine de ce point de vue.
Certains commentateurs ont également rapproché Tolkien de G. K. Chesterton (1874-1936), autre écrivain anglais catholique utilisant le merveilleux et le monde des fées comme allégories ou symboles de valeurs et de croyances religieuses. Tolkien connaît bien l'œuvre de Chesterton, mais il est difficile de dire s'il a vraiment constitué une de ses influences.
Dans l'essai Du conte de fées, Tolkien explique que les contes de fées ont cette particularité d'être à la fois cohérents en eux-mêmes et avec quelques vérités du monde réel. Le christianisme lui-même suit ce modèle de cohérence interne et de vérité externe. Son amour des mythes et sa foi profonde se rejoignent dans son affirmation selon laquelle les mythologies sont un écho de la « Vérité » divine, point de vue développé dans le poème Mythopoeia. Tolkien introduit également dans Du conte de fées le concept d'eucatastrophe, un retournement de situation heureux qui constitue selon lui l'un des fondements des contes et que l'on retrouve également dans Le Hobbit et Le Seigneur des anneaux.

### Œuvres

#### Poèmes
Tolkien commence à rédiger des poèmes dans les années 1910. Il s'agit alors de sa principale forme d'expression artistique, loin devant la prose. Ses vers sont le plus souvent inspirés par la nature, ou bien par des textes qu'il étudie et apprécie, comme Les Contes de Canterbury de Geoffrey Chaucer ou Piers Plowman de William Langland. Un trait caractéristique de ses poèmes de jeunesse est leur représentation des fées comme des petits êtres ailés vivant dans les prés et les bois. Par la suite, Tolkien renie cette image victorienne de la fée, et ses Elfes s'en détachent. Néanmoins, le poème Goblin Feet (publié en 1915) connaît un succès honorable et est réédité dans plusieurs anthologies, au grand désespoir de son auteur pour qui il symbolise tout ce qu'il en est venu à détester au sujet des elfes. Encouragé par ses amis du TCBS, notamment par le « concile de Londres » de 1914, Tolkien envoie en 1916 un recueil de poèmes intitulé The Trumpets of Faery à la maison d'édition londonienne Sidgwick & Jackson, mais il est refusé.
Après son retour de la guerre, Tolkien délaisse quelque peu les vers pour se consacrer à la rédaction des Contes perdus, en prose. Il continue toutefois à publier des poèmes dans diverses revues au cours des années 1920 et 1930. Durant son séjour à Leeds, il entreprend de relater en vers allitératifs l'histoire de Túrin Turambar. Cet effort reste inachevé : Tolkien l'abandonne en 1925, après avoir rédigé un peu plus de 800 vers, pour se consacrer au Lai de Leithian, qui relate l'histoire d'amour de Beren et Lúthien en distiques octosyllabiques. Tolkien travaille sur le Lai pendant sept ans avant de l'abandonner à son tour en 1931, au vers 4 175, malgré les commentaires approbateurs de son ami C. S. Lewis. Les années 1930 le voient s'essayer à de longs poèmes d'inspiration nordique (les deux lais publiés en 2009 sous le titre La Légende de Sigurd et Gudrún), arthurienne (l'inachevé La Chute d'Arthur, publié en 2013) ou bretonne (Le Lai d'Aotrou et Itroun, publié en 1945).
Les œuvres les plus connues de Tolkien, Le Hobbit et Le Seigneur des anneaux, contiennent de nombreux poèmes, décrits par Tolkien comme « partie intégrante du récit (et de la représentation des personnages) », mais qui laissent souvent les critiques circonspects. Le recueil de poèmes Les Aventures de Tom Bombadil (1962), composé en grande partie de versions remaniées de poèmes écrits et publiés dans les années 1920-1930, n'attire guère l'attention, mais il est dans l'ensemble bien accueilli par la presse et par le public.

#### Livres pour enfants
Dans les années 1920, Tolkien commence à inventer des histoires pour distraire ses enfants. Bon nombre d'entre elles, comme celles du bandit Bill Stickers (littéralement « colleurs d'affiches ») et son ennemi juré, le Major Road Ahead (littéralement « croisement avec une grande route »), dont les noms s'inspirent de panneaux croisés dans la rue, ne sont cependant jamais couchées sur le papier. D'autres le sont, notamment Roverandom, écrit pour consoler le petit Michael qui avait perdu son jouet préféré, Monsieur Merveille, qui relate les mésaventures du héros éponyme avec son automobile, ou Le Fermier Gilles de Ham, qui acquiert un ton plus adulte au fil des réécritures. En outre, Tolkien écrit chaque année entre 1920 et 1942 une lettre illustrée censée venir du père Noël à ses enfants ; un recueil de ces Lettres du Père Noël a été édité en 1976.
Le plus célèbre des livres pour la jeunesse de Tolkien, Le Hobbit, est également issu d'un conte imaginé par Tolkien pour ses enfants. À sa publication, en 1937, il reçoit un excellent accueil de la critique comme du public, est nommé pour la médaille Carnegie et remporte un prix décerné par le New York Herald Tribune. Il est toujours considéré comme un classique de la littérature enfantine. Toutefois, quelques années plus tard, Tolkien pose un regard critique sur son livre, regrettant de s'être parfois laissé aller à un ton trop puéril. « Les enfants intelligents possédant un goût sûr (il semble y en avoir un certain nombre) ont toujours distingué comme des faiblesses, je suis heureux de le dire, les moments où le récit s'adresse directement aux enfants. »

#### Le Seigneur des anneauxetLe Silmarillion

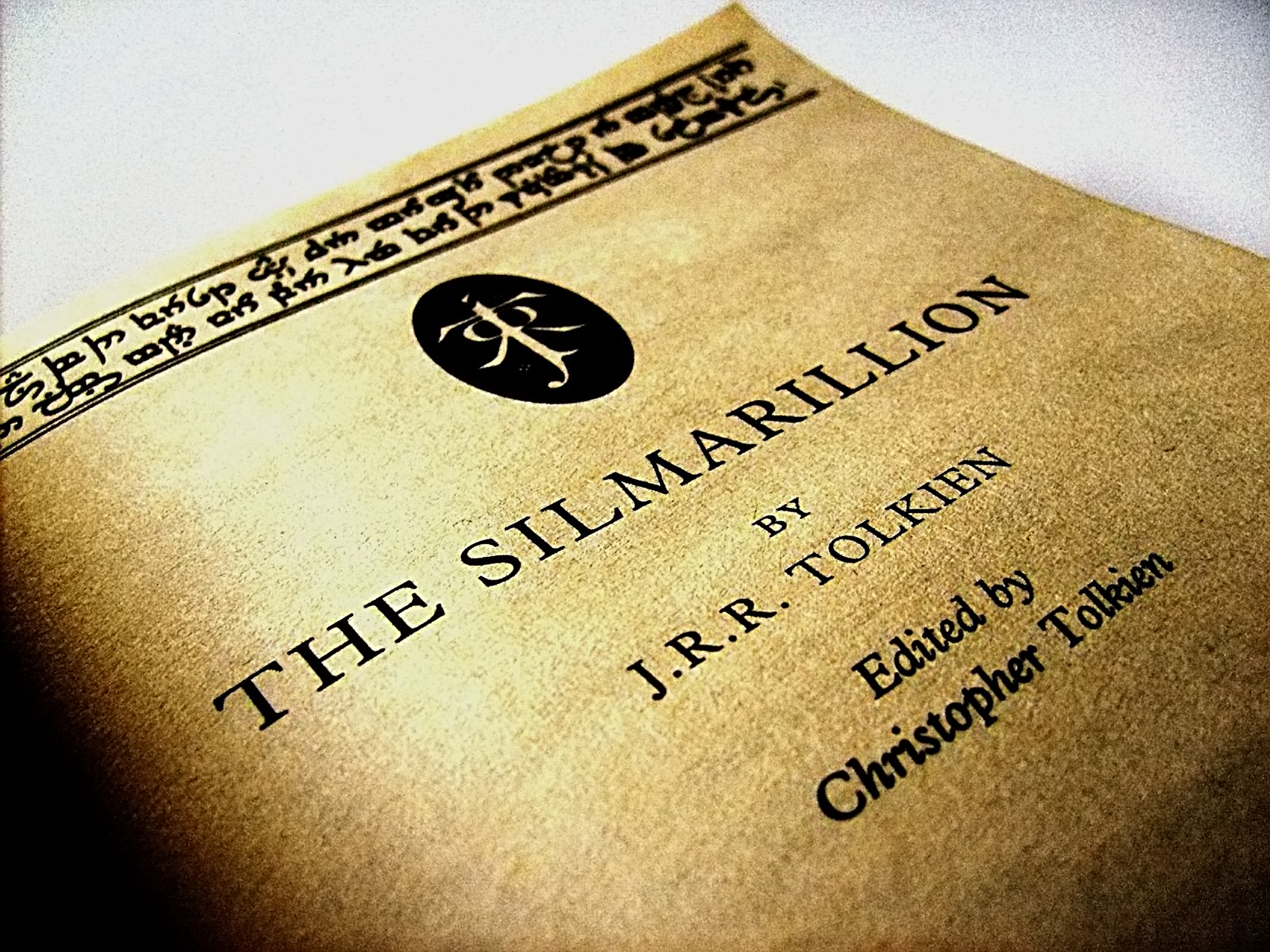
Page de garde du Silmarillion.

Après le succès du Hobbit, l'éditeur de Tolkien, Stanley Unwin, lui réclame une suite. Incertain, Tolkien commence par lui proposer un ouvrage très différent: Le Silmarillion, un recueil de légendes mythologiques imaginaires sur lequel il travaille depuis près de vingt ans.
C'est en effet vers 1916-1917 que débute la rédaction de la première mouture des légendes du Silmarillion, Le Livre des contes perdus. Il s'agit alors d'un ensemble d'histoires racontées à Eriol, un marin danois du Ve siècle de notre ère, par les elfes de l'île de Tol Eressëa, située loin à l'Ouest. L'idée de Tolkien est alors de créer « une mythologie pour l'Angleterre » : la fin des Contes perdus, jamais rédigée, devait voir l'île de Tol Eressëa, brisée en deux, devenir la Grande-Bretagne et l'Irlande. Les elfes auraient progressivement disparu de leur ancien pays, et les chefs anglo-saxons semi-légendaires Hengist et Horsa se seraient avérés les fils d'Eriol. Tolkien abandonne assez tôt ce projet ambitieux de « mythologie anglaise », mais il retient l'idée du marin humain servant de moyen de transmission des légendes elfiques : ce rôle est par la suite dévolu à Ælfwine, un marin anglais du XIe siècle. Après s'être essayé à la forme poétique dans les années 1920 avec le Lai des Enfants de Húrin, puis le Lai de Leithian, Tolkien retourne à la prose dans les années 1930 et rédige un ensemble de textes qui développe son légendaire : le mythe cosmogonique de l'Ainulindalë, deux ensembles d'annales, des précis sur l'histoire des langues (Lhammas) et la géographie du monde (Ambarkanta). Au cœur de l'ensemble se trouve la Quenta Noldorinwa ou « Histoire des Noldoli », qui prend ensuite le nom de Quenta Silmarillion.
Cet ensemble de textes reçoit un accueil pour le moins circonspect de la part d'Allen & Unwin. Dès décembre 1937, Tolkien entreprend donc la rédaction d'une véritable suite au Hobbit. Il lui faut près de douze années pour terminer Le Seigneur des anneaux, un roman qui a presque totalement perdu le ton enfantin de son prédécesseur au profit d'une atmosphère épique et noble plus proche du Silmarillion. À sa publication, en 1954-1955, le roman reçoit un accueil varié de la part de la critique, mais le public le plébiscite, notamment aux États-Unis après sa parution au format poche dans les années 1960. Sa popularité n'a jamais failli depuis : traduit dans une quarantaine de langues, il a été le sujet d'innombrables articles et ouvrages d'analyse et est sorti vainqueur de nombreux sondages réalisés auprès du public.
Le succès du Seigneur des anneaux assure à Tolkien que son Silmarillion, désormais très attendu, sera publié, mais il lui faut encore l'achever. L'auteur passe les vingt dernières années de sa vie à travailler en ce sens, mais la tâche se révèle ardue et il ne parvient pas à l'accomplir, victime de ses hésitations et de la simple quantité de travail de réécriture et de correction à fournir pour le rendre cohérent avec Le Seigneur des anneaux. Qui plus est, il se laisse fréquemment distraire en rédigeant des textes sur des points de détail en négligeant la trame principale : « La sous-création en elle-même était devenue un passe-temps qui apportait sa propre récompense, indépendamment du désir d'être édité ».

#### Publications posthumes

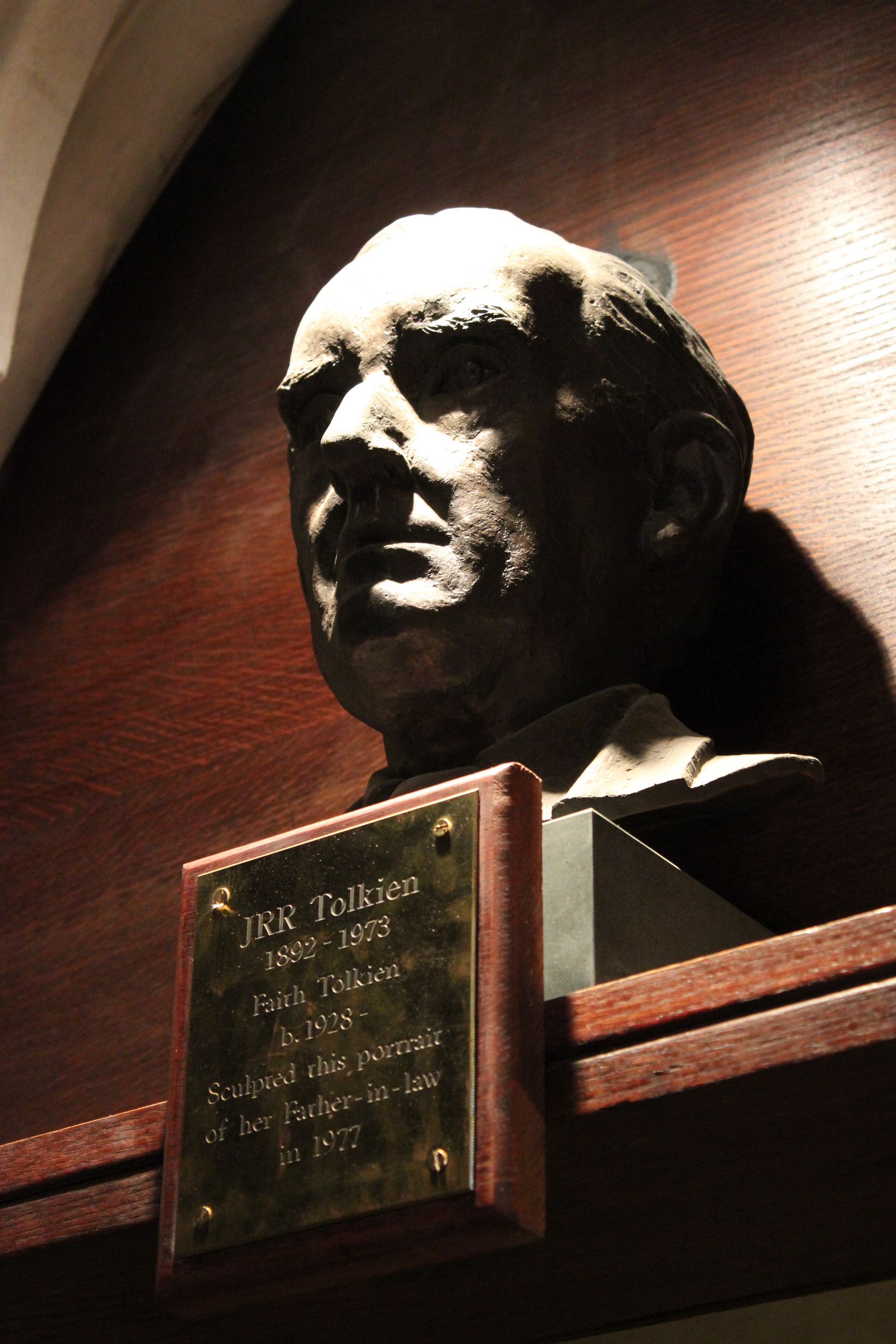
Buste de Tolkien à Exeter College, réalisé par sa belle-fille Faith.

Le Silmarillion est toujours inachevé à la mort de Tolkien, en 1973. Il a fait de son troisième fils, Christopher, son exécuteur littéraire : il lui revient de procéder à l'édition de cet ouvrage. Il y travaille pendant près de quatre ans avec l'aide ponctuelle de Guy Gavriel Kay, réorganisant les écrits hétéroclites et parfois divergents de son père sous la forme d'un texte continu, sans narrateur externe. Le Silmarillion paraît en 1977 et reçoit des critiques très variées : beaucoup jugent négativement son style archaïsant, son absence d'intrigue centrale et son grand nombre de personnages.
Christopher Tolkien poursuit sa tâche éditoriale jusqu'à sa mort en 2020, tout d'abord avec Contes et légendes inachevés (1980), une compilation de divers textes postérieurs au Seigneur des anneaux, de nature essentiellement narrative, puis avec les douze volumes de l'Histoire de la Terre du Milieu (1983-1996), une étude « longitudinale » des textes de son père ayant servi à l'élaboration du Silmarillion, ainsi que des brouillons du Seigneur des anneaux et d'autres écrits inédits. Les brouillons du Hobbit, laissés volontairement de côté par Christopher Tolkien, sont publiés à leur tour en 2007 par John D. Rateliff dans les deux volumes de The History of The Hobbit.
Après l'achèvement de l'Histoire de la Terre du Milieu, Christopher Tolkien édite six ouvrages supplémentaires de son père. Trois d'entre eux se penchent sur les « Grands Contes » du Silmarillion : il s'agit des Enfants de Húrin (2007), Beren et Lúthien (2017) et La Chute de Gondolin (2018). Si le premier constitue une version « indépendante, à part entière » de l'histoire de Túrin telle que Tolkien l'avait rédigée dans les années 1950, les deux autres se présentent comme des compilations de toutes les versions, achevées ou non, des récits concernés rédigés par Tolkien au cours de sa vie, de l'époque des Contes perdus jusqu'à sa mort. Les trois autres nouveaux livres de Tolkien parus durant cette période ne concernent pas la Terre du Milieu : La Légende de Sigurd et Gudrún (2009), deux longs poèmes inspirés de la mythologie nordique, La Chute d'Arthur (2013), une relecture en vers inachevée du mythe arthurien, et L'Histoire de Kullervo (2015), œuvre de jeunesse reprenant un épisode du Kalevala.

#### Illustrations
Tolkien commence à dessiner et à peindre des aquarelles dans son enfance, une activité qu'il ne délaisse jamais totalement, bien que ses autres obligations ne lui laissent guère le loisir de s'y consacrer et qu'il se considère lui-même comme un artiste médiocre. Dessiner des personnages n'est pas son point fort, et la plupart de ses œuvres représentent donc des paysages, réels ou (à partir des années 1920) imaginaires, inspirés par ses lectures (le Kalevala, Beowulf) ou la mythologie naissante du Silmarillion. En vieillissant, il délaisse en partie l'art figuratif au profit de motifs ornementaux griffonnés sur des enveloppes ou des journaux où l'on retrouve fréquemment la figure de l'arbre.
Les récits qu'il imagine pour ses enfants sont également abondamment illustrés, qu'il s'agisse des Lettres du Père Noël, de Roverandom ou du Hobbit. Lorsque ce dernier est publié, il inclut quinze illustrations en noir et blanc de Tolkien (dont deux cartes), qui réalise également la jaquette du livre. L'édition américaine comprend cinq illustrations supplémentaires en couleur. En revanche, Le Seigneur des anneaux, livre coûteux à produire, n'inclut aucune illustration de Tolkien. Plusieurs recueils d'illustrations de Tolkien ont été publiés après sa mort, parmi lesquels Peintures et aquarelles de J. R. R. Tolkien (1979), J. R. R. Tolkien : artiste et illustrateur (1995), The Art of the Hobbit (2011) et The Art of the Lord of the Rings (2015).

### Postérité
« Tolkien a redonné vie à la fantasy ; il l'a rendue respectable ; il a fait naître un goût pour elle chez les lecteurs comme chez les éditeurs ; il a ramené les contes de fées et les mythes des marges de la littérature ; il a « élevé le niveau » pour les auteurs de fantasy. Son influence est si puissante et omniprésente que pour bien des auteurs, la difficulté n'a pas été de le suivre, mais de s'en dégager, de trouver leur propre voix […] Le monde de la Terre du Milieu, comme celui des contes de fées des frères Grimm au siècle précédent, est entré dans le mobilier mental du monde occidental. »

— Tom Shippey

Le monogramme de J. R. R. Tolkien est une marque déposée du Tolkien Estate.

Tom Shippey résume l'influence de Tolkien sur la littérature en disant qu'« il a fondé le genre de l'heroic fantasy sérieuse » : s'il n'est pas le premier auteur moderne du genre, il a marqué de son empreinte l'histoire de la fantasy grâce au succès commercial du Seigneur des anneaux, inégalé à l'époque. Ce succès donne lieu à l'émergence d'un nouveau marché dans lequel les éditeurs ne tardent pas à s'engouffrer, notamment l'Américain Ballantine Books (qui édite également Tolkien en poche aux États-Unis). Plusieurs cycles de fantasy publiés dans les années 1970 témoignent d'une forte influence de Tolkien, par exemple L'Épée de Shannara de Terry Brooks (1977), dont l'histoire est très proche de celle du Seigneur des anneaux, ou Les Chroniques de Thomas Covenant de Stephen R. Donaldson, dont l'univers de fiction rappelle la Terre du Milieu. À l'inverse, d'autres auteurs se définissent par opposition à Tolkien et aux idées qu'il leur semble véhiculer, comme Michael Moorcock (qui le fustige dans son article Epic Pooh) ou Philip Pullman. Shippey souligne qu'ils doivent malgré tout eux aussi leur succès à celui rencontré par Tolkien.
En 2008, le Times classe Tolkien en sixième position d'une liste des « 50 plus grands écrivains britanniques depuis 1945 ». En 2012, les archives de l'Académie suédoise révèlent que Tolkien faisait partie de la cinquantaine d'auteurs en lice pour le Prix Nobel de littérature en 1961. La candidature de Tolkien, proposée par son ami C. S. Lewis, est rejetée par le comité des Nobel : l'académicien Anders Österling écrit que Le Seigneur des anneaux « n'est en aucun cas de la grande littérature ». Le prix revient au Yougoslave Ivo Andrić.
Dans le domaine des sciences, plus de 80 taxons ont été nommés en référence à des personnages ou d'autres éléments de l'univers de fiction de Tolkien. L'Homme de Florès, hominidé découvert en 2003, est fréquemment surnommé « hobbit » en raison de sa petite taille. L'astéroïde (2675) Tolkien, découvert en 1982, est également baptisé en l'honneur de l'écrivain, ainsi que le cratère Tolkien sur la planète Mercure, en 2012. Des livres ont traité du lien entre science et l'oeuvre de Tolkien,,,.
Le Hobbit et Le Seigneur des anneaux ont été l'objet de plusieurs adaptations à la télévision et au cinéma, dont les plus célèbres sont les deux séries de trois films réalisées par Peter Jackson, Le Seigneur des anneaux (2001-2003) et Le Hobbit (2012-2014).
En 2019, un biopic sobrement intitulé Tolkien, réalisé par le cinéaste finlandais Dome Karukoski est commercialisé. Cette adaptation cinématographique retrace de manière romancée la jeunesse de l'écrivain, interprété par l'acteur anglais Nicholas Hoult. La famille et les ayant-droits de Tolkien déclarent qu'ils « n'ont pas approuvé, ni autorisé ni participé à la réalisation du film » (« they did not "approve of, authorise or participate in the making of" the film »). Tolkien apparaît également comme personnage secondaire dans le film Freud la dernière confession (2023), dans lequel il est incarné par Stephen Campbell-Moore.
La Bibliothèque nationale de France consacre à son œuvre une exposition d'envergure du 22 octobre 2019 au 16 février 2020, intitulée « Tolkien, voyage en Terre du Milieu »,. Cette exposition se place au premier rang de fréquentation de toutes les expositions de l'histoire de la BnF, et son catalogue a été (fait extrêmement rare) réimprimé plusieurs fois.

## Le philologue

### Carrière académique

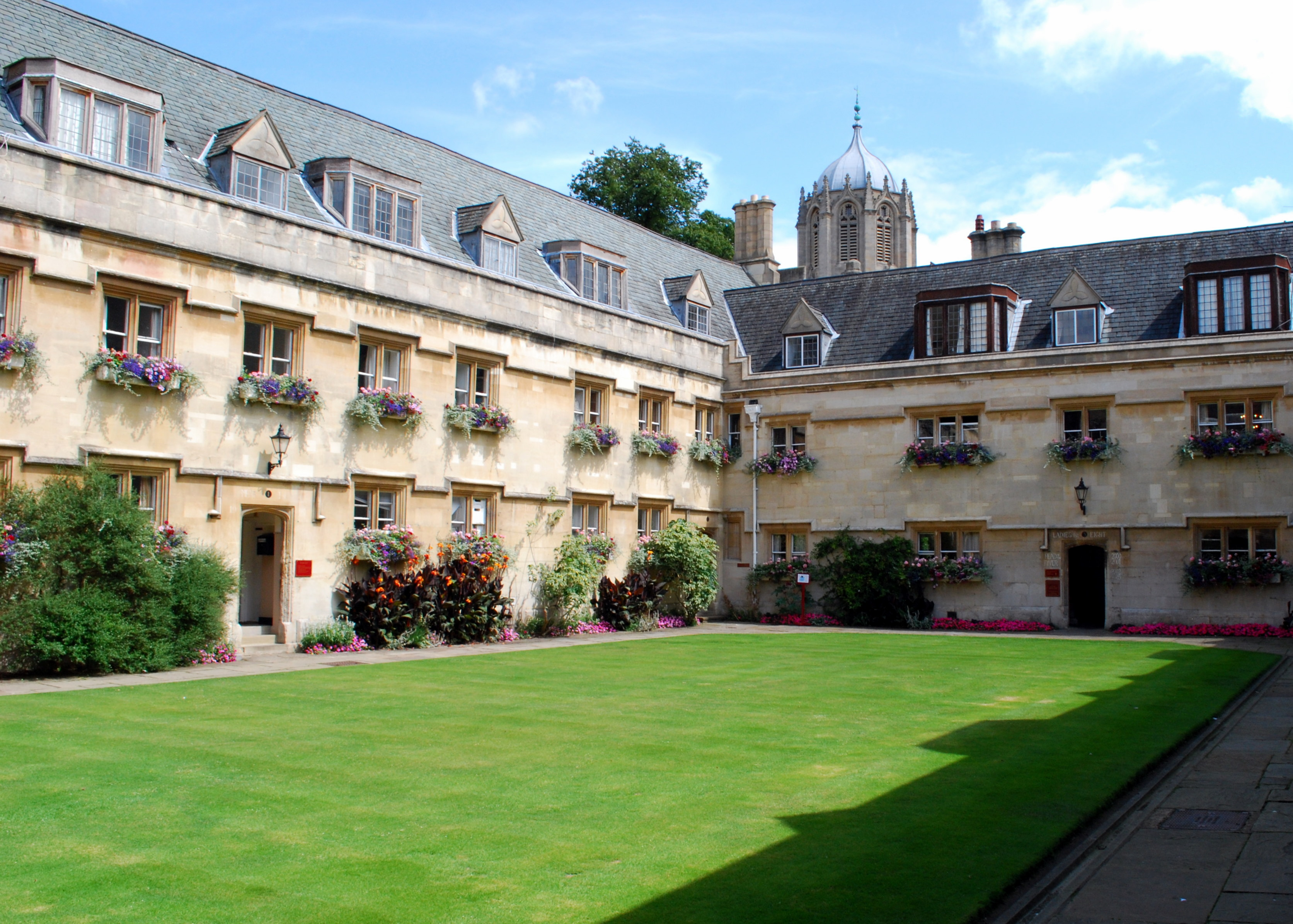
Pembroke College, où Tolkien enseigne de 1926 à 1945.

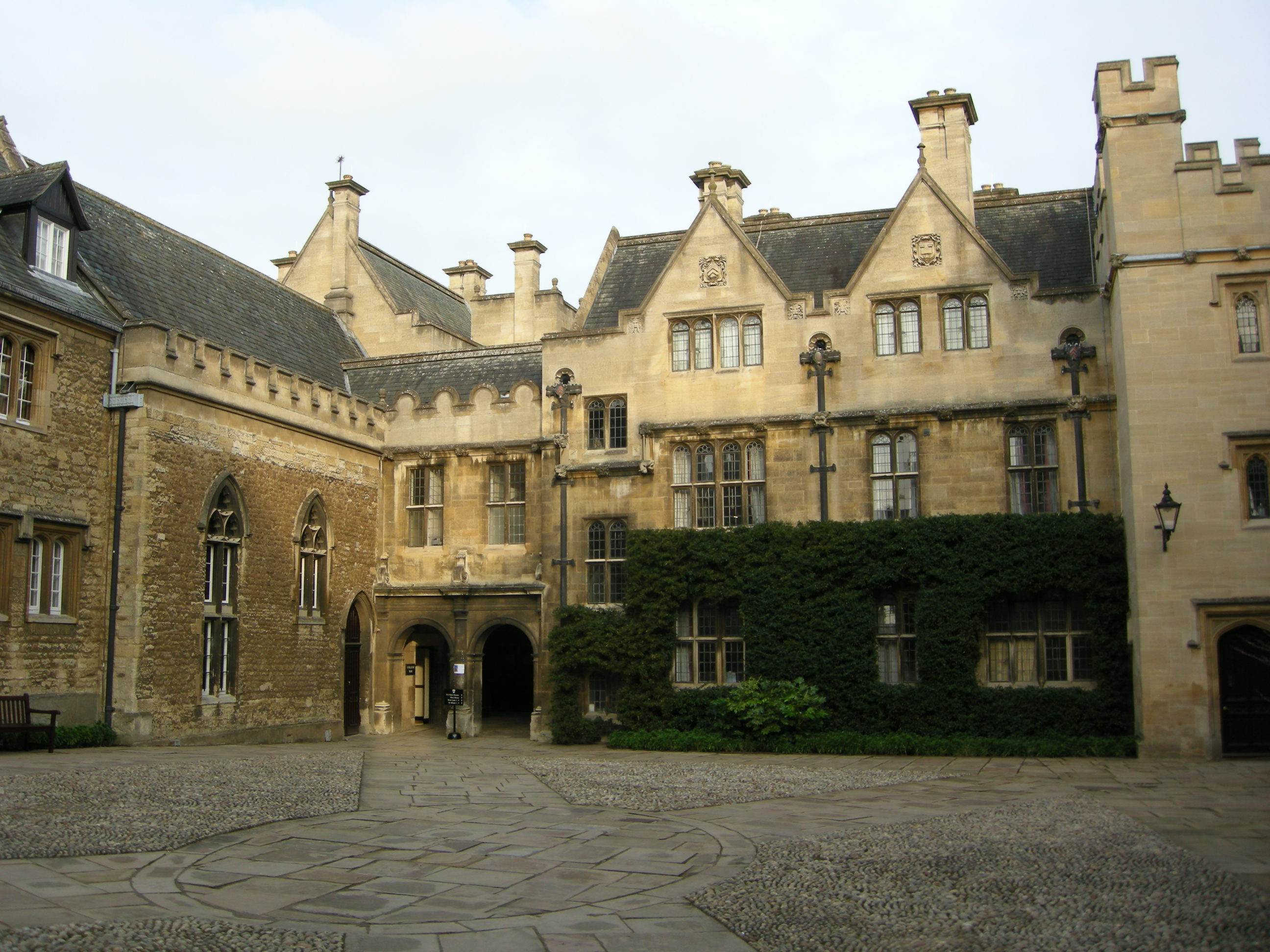
Merton College, où Tolkien enseigne de 1945 à 1959.

La carrière académique de Tolkien, de même que sa production littéraire, sont inséparables de son amour des langues et de la philologie. À l’université, il se spécialise dans ce domaine et obtient son diplôme en 1915 avec le vieux norrois comme spécialité. Entre 1918 et 1920, il travaille pour l’Oxford English Dictionary et contribue à plusieurs entrées commençant par la lettre « W » ; par la suite, il déclare avoir « appris davantage au cours de ces deux années que durant aucune autre période équivalente de [s]on existence ». En 1920, il devient professeur assistant (reader) de langue anglaise à l’université de Leeds, et se félicite d’y avoir fait passer le nombre d’étudiants en linguistique de cinq à vingt, soit davantage proportionnellement qu’à Oxford à la même date, soulignant que « la philologie semble avoir perdu pour ces étudiants sa connotation de terreur, sinon celle de mystère ». Il y donne des cours sur les poèmes héroïques en vieil-anglais, sur l’histoire de l’anglais, et sur divers textes en vieil et moyen anglais, ainsi que des introductions à la philologie germanique, au gotique, au vieux norrois et au gallois médiéval.
Après son arrivée à Oxford, Tolkien s’implique dans la querelle séculaire opposant, au sein de la faculté d’anglais, linguistes (« Lang ») et littéraires (« Lit »). Il se désole de la situation qu’elle entraîne concernant les programmes : en effet, les règles phonologiques que doivent apprendre les étudiants en linguistique ne s’appuient pas sur l’étude même des textes en vieil et moyen anglais, dont la lecture n’est pas au programme, ce que Tolkien juge absurde. Il propose une refonte des programmes rendant optionnelle l’étude des écrivains du XIXe siècle, afin de laisser la place aux textes médiévaux. Cette réforme des programmes fait l’objet de violentes oppositions, dont celle de C. S. Lewis lui-même au début, mais est finalement adoptée en 1931,. Malgré une opposition croissante après 1945, les programmes conçus par Tolkien restent en vigueur jusqu’à sa retraite.
Parmi ses travaux académiques, la conférence de 1936 Beowulf : Les Monstres et les Critiques a une influence déterminante sur l’étude du poème Beowulf. Tolkien est parmi les premiers à considérer le texte comme une œuvre d’art en soi, digne d’être lue et étudiée en tant que telle, et non comme une simple mine d’informations historiques ou linguistiques à exploiter. Le consensus de l’époque rabaisse Beowulf en raison des combats contre des monstres qu’il met en scène et regrette que le poète ne parle pas des véritables conflits tribaux de l’époque ; pour Tolkien, l’auteur de Beowulf cherche à évoquer le destin de l’humanité tout entière, au-delà des luttes tribales, ce qui rend les monstres essentiels.
En privé, Tolkien est attiré par « les faits possédant une signification raciale ou linguistique », et dans sa conférence de 1955 L’Anglais et le Gallois, qui illustre sa vision des concepts de langue et de race, il développe des notions de « préférences linguistiques inhérentes », opposant « la première langue apprise, la langue de la coutume » à « la langue natale ». Dans son cas, il considère le dialecte moyen anglais des West Midlands comme sa « langue natale », et comme il l’écrit à W. H. Auden : « Je suis des West Midlands par mon sang (et j’ai pris goût au haut moyen anglais des West Midlands comme langue connue dès que je l’ai vu) ».
Tolkien apprend dans son enfance le latin, le français et l’allemand, que lui enseigne sa mère. Durant sa scolarité, il apprend le latin et le grec, le vieil et le moyen anglais, et se passionne pour le gotique, le vieux norrois, le gallois, qu’il découvre dans son enfance à travers des noms inscrits à la craie sur les trains qui passent non loin de sa maison à Birmingham, ainsi que le finnois. Ses contributions à l’Oxford English Dictionary et les instructions laissées aux traducteurs du Seigneur des anneaux témoignent de connaissances plus ou moins étendues en danois, en lituanien, en moyen néerlandais et en néerlandais moderne, en norvégien, en vieux-slave, en russe, en proto-germanique, en vieux saxon, en vieux haut allemand et en moyen bas allemand.
Tolkien s’intéresse également à l’espéranto, alors jeune langue internationale, née peu avant lui. Il déclare en 1932 : « J’ai de la sympathie en particulier pour les revendications de l’espéranto […] mais la principale raison de le soutenir me semble reposer sur le fait qu’il a déjà acquis la première place, qu’il a reçu le plus large accueil ». Cependant, il nuance ultérieurement son propos dans une lettre de 1956 ; selon lui, « le volapük, l’espéranto, le novial, etc., sont des langues mortes, bien plus mortes que des langues anciennes que l’on ne parle plus, parce que leurs auteurs n’ont jamais inventé aucune légende espéranto ».

### Langues construites

A Elbereth Gilthoniel, un poème sindarin écrit en tengwar publié dans Le Seigneur des anneaux et The Road Goes Ever On.

En parallèle à ses travaux professionnels, et parfois même à leur détriment (au point que ses publications académiques restent assez peu nombreuses), Tolkien se passionne pour les langues construites. Amoureux des mots au-delà de son métier, il a une passion qu’il appelle son « vice secret » : la construction pure et simple de tout un vocabulaire imaginaire, avec son lot de notes étymologiques et de grammaires fictives. Pas moins d’une dizaine de langues construites figurent dans Le Seigneur des anneaux, au travers des toponymes ou des noms des personnages, de brèves allusions discursives ou de chants et de poèmes. L’ensemble participe à la vraisemblance du récit, chacun des peuples de la Terre du Milieu ayant ses traditions, son histoire et ses langues.
Tolkien aborde sa conception personnelle des langues construites dans son essai Un vice secret, issu d’une conférence donnée en 1931. La composition d’une langue, pour lui, relève d’un désir esthétique et euphonique, participant d’une satisfaction intellectuelle et d’une « symphonie intime ». Il dit avoir commencé à inventer ses propres langues vers l’âge de 15 ans, et son métier de philologue n’est qu’un des reflets de sa passion profonde pour les langues. S’il considère avant tout l’invention d’une langue comme une forme d’art à part entière, il ne conçoit pas qu’elle puisse exister sans avoir une « mythologie » propre, à savoir un ensemble d’histoires et de légendes accompagnant son évolution, comme le montre sa remarque sur l’espéranto. Il commence à concevoir ses langues avant la rédaction des premières légendes. Considérant qu’il existe un lien fondamental entre une langue et la tradition qu’elle exprime, il est naturellement amené à concevoir son propre légendaire dans lequel s’inscrivent ses langues : il affirme ironiquement n’avoir écrit Le Seigneur des anneaux que dans le but d’avoir un cadre rendant naturelle une formule de salutation elfique de sa composition.
Tolkien travaille durant toute sa vie sur ses langues construites sans jamais véritablement les achever. Son plaisir se trouve davantage dans la création linguistique que dans le but d’en faire des langues utilisables. Si deux d’entre elles (le quenya et le sindarin) sont relativement développées, avec un vocabulaire de plus de 2 000 mots et une grammaire plus ou moins définie, beaucoup d’autres auxquelles il fait allusion dans ses écrits sont tout juste esquissées. Ces diverses langues sont néanmoins construites sur des bases linguistiques sérieuses, avec une volonté de respecter le modèle des langues naturelles. Par exemple, le khuzdul, langue des Nains, et l’adûnaic, langue des hommes de Númenor, ressemblent par certains aspects aux langues sémitiques, en particulier dans leur structure trilitère ou dans la présence de procédés comme la mimation. Si le quenya des Hauts-Elfes est une langue à flexions (comme le grec et le latin), son vocabulaire et sa phonologie sont conçus sur un modèle proche du finnois. Quant à la langue sindarine des Elfes Gris, elle s’inspire très librement du gallois dans certains de ses aspects phonologiques, comme les mutations de consonnes initiales ou « lénitions ». Les langues de Tolkien ne sont pas pour autant de simples « copies » des langues naturelles et elles ont leurs propres spécificités.
Tolkien imagine aussi plusieurs systèmes d’écriture pour ses langues : une écriture cursive (les tengwar de Fëanor) et un alphabet de type runique (les cirth de Daeron) sont illustrés dans le corps du Seigneur des anneaux. Un troisième système, les sarati de Rúmil, apparaît dans le cadre de la Terre du Milieu, mais Tolkien l’utilise également, à la fin des années 1910, pour écrire son journal.

## Liste simplifiée des œuvres
- 1936 : Beowulf : Les Monstres et les Critiques, essai
- 1937 : Le Hobbit, roman
- 1945 : Feuille, de Niggle, nouvelle
- 1945 : Le Lai d'Aotrou et Itroun, poème
- 1947 : Du conte de fées, essai
- 1949 : Le Fermier Gilles de Ham, conte
- 1953 : Le Retour de Beorhtnoth, fils de Beorhthelm, pièce de théâtre
- 1954-1955 : Le Seigneur des anneaux, roman
  - 1954 : La Fraternité de l'anneau (ancienne traduction : La Communauté de l’anneau)
  - 1954 : Les Deux Tours
  - 1955 : Le Retour du roi
- 1962 : Les Aventures de Tom Bombadil, recueil de poèmes
- 1967 : Smith de Grand Wootton, conte
- 1967 : The Road Goes Ever On (avec Donald Swann), cycle de chansons

À titre posthume, ouvrages édités par Christopher Tolkien et d'autres :
- 1974 : L'Album de Bilbo le Hobbit, poème
- 1975 : Sir Gawain and the Green Knight, Pearl and Sir Orfeo, traduction de poèmes médiévaux
- 1976 : Lettres du Père Noël
- 1977 : Le Silmarillion, roman
- 1980 : Contes et légendes inachevés, recueil de textes sur la Terre du Milieu
- 1982 : Monsieur Merveille, conte
- 1982 : Finn and Hengest: The Fragment and the Episode (édité par Alan Bliss), essais
- 1983 : Les Monstres et les Critiques et autres essais, recueil d'articles et de conférences
- 1983-1996 : Histoire de la Terre du Milieu (12 volumes), recueil de textes sur la Terre du Milieu
- 1998 : Roverandom, conte (édité par Wayne G. Hammond et Christina Scull)
- 2007 : Les Enfants de Húrin, roman
- 2007 : The History of The Hobbit (édité par John D. Rateliff), brouillons du Hobbit
- 2009 : La Légende de Sigurd et Gudrún, poèmes
- 2013 : La Chute d'Arthur, poème
- 2015 : L'Histoire de Kullervo, récit
- 2017 : Beren et Lúthien, récit
- 2018 : La Chute de Gondolin, récit
- 2021 : The Nature of Middle-earth (édité par Carl F. Hostetter), recueil de textes
- 2022 : The Fall of Númenor (édité par Brian Sibley), recueil de textes

En complément de l’Histoire de la Terre du Milieu et sous l'égide de Christopher Tolkien et du Tolkien Estate, les fanzines américains Vinyar Tengwar et Parma Eldalamberon et la revue universitaire Tolkien Studies publient régulièrement des textes inédits de J. R. R. Tolkien.